# Reliekschrijn

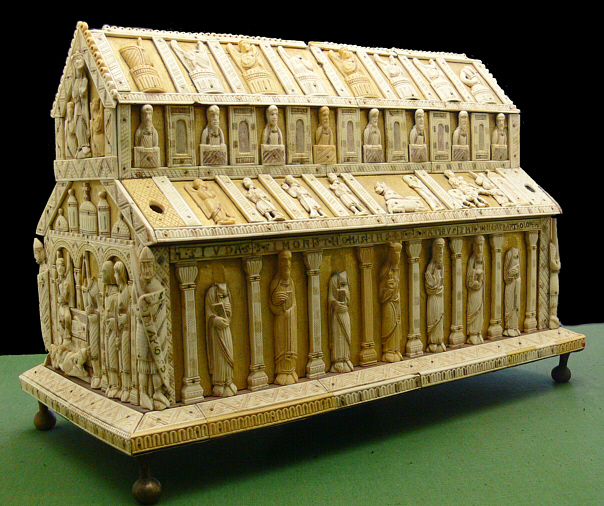
Reliekschrijn in de vorm van driebeukige kerk met ivoren reliëfs (Keulen, 13e eeuw)

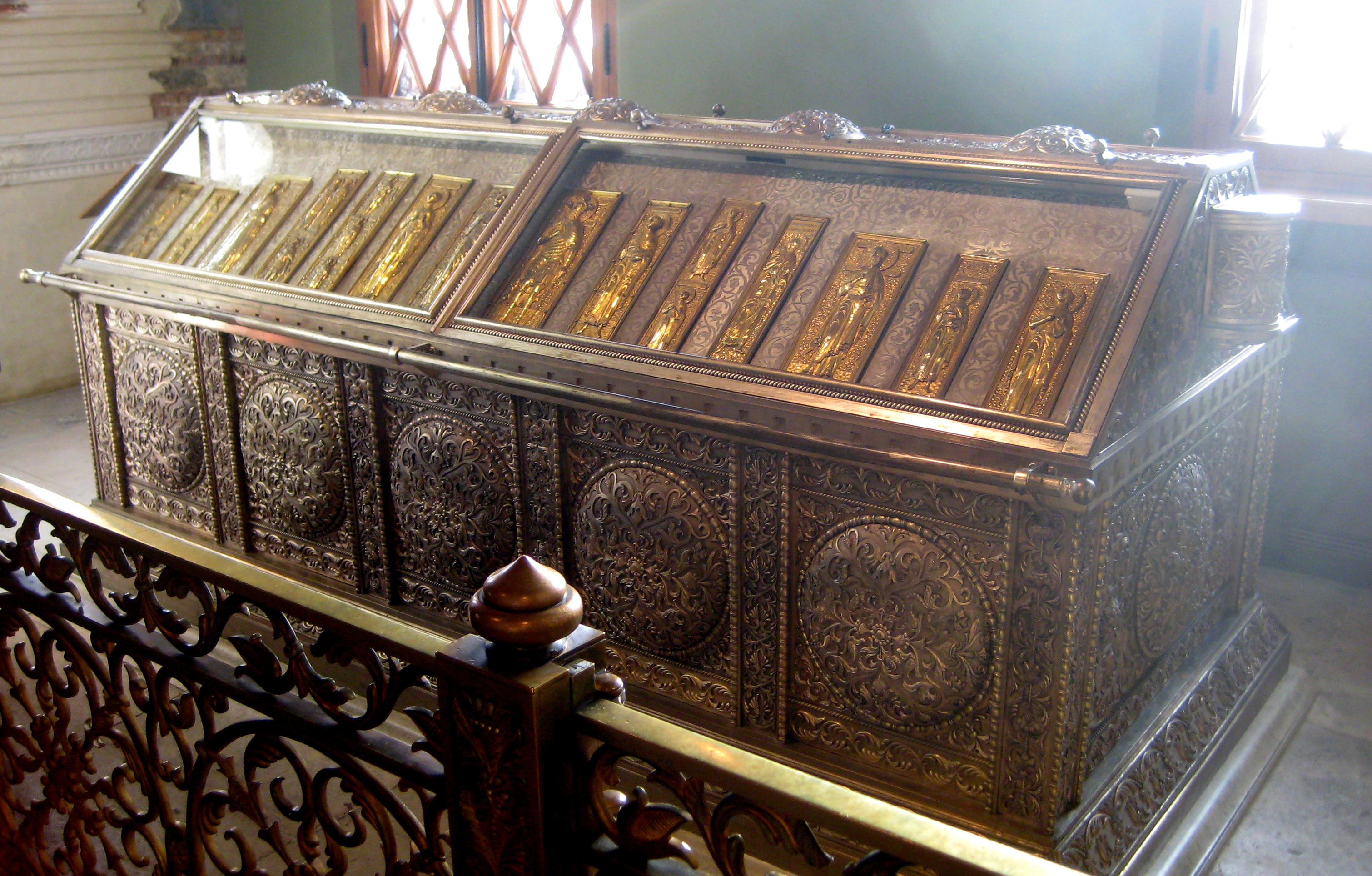
Verguld zilveren reliekenverzamelkist uit 1894 met relikwieën van meer dan 50 heiligen, Verkondigingskathedraal, Moskou

Een reliekschrijn is een reliekhouder in de vorm van een kist (vroeger ook schrijn genoemd) waarin relieken worden bewaard, meestal delen van het skelet van een heilige, soms het hele skelet. Meestal betreft het een speciaal voor dit doel vervaardigde kist met schilderingen of reliëfs die verwijzen naar het leven van de heilige. Reliekschrijnen zijn over het algemeen rijkversierd met goud of andere edelmetalen, ivoor en edelstenen, die op een kunstzinnige manier zijn verwerkt. De productie van reliekschrijnen bereikte een hoogtepunt in christelijk Europa gedurende de hoge middeleeuwen, maar ook in andere perioden en culturen zijn reliekschrijnen tot stand gekomen.

## Geschiedenis

### Ontstaansgeschiedenis en verdere ontwikkeling

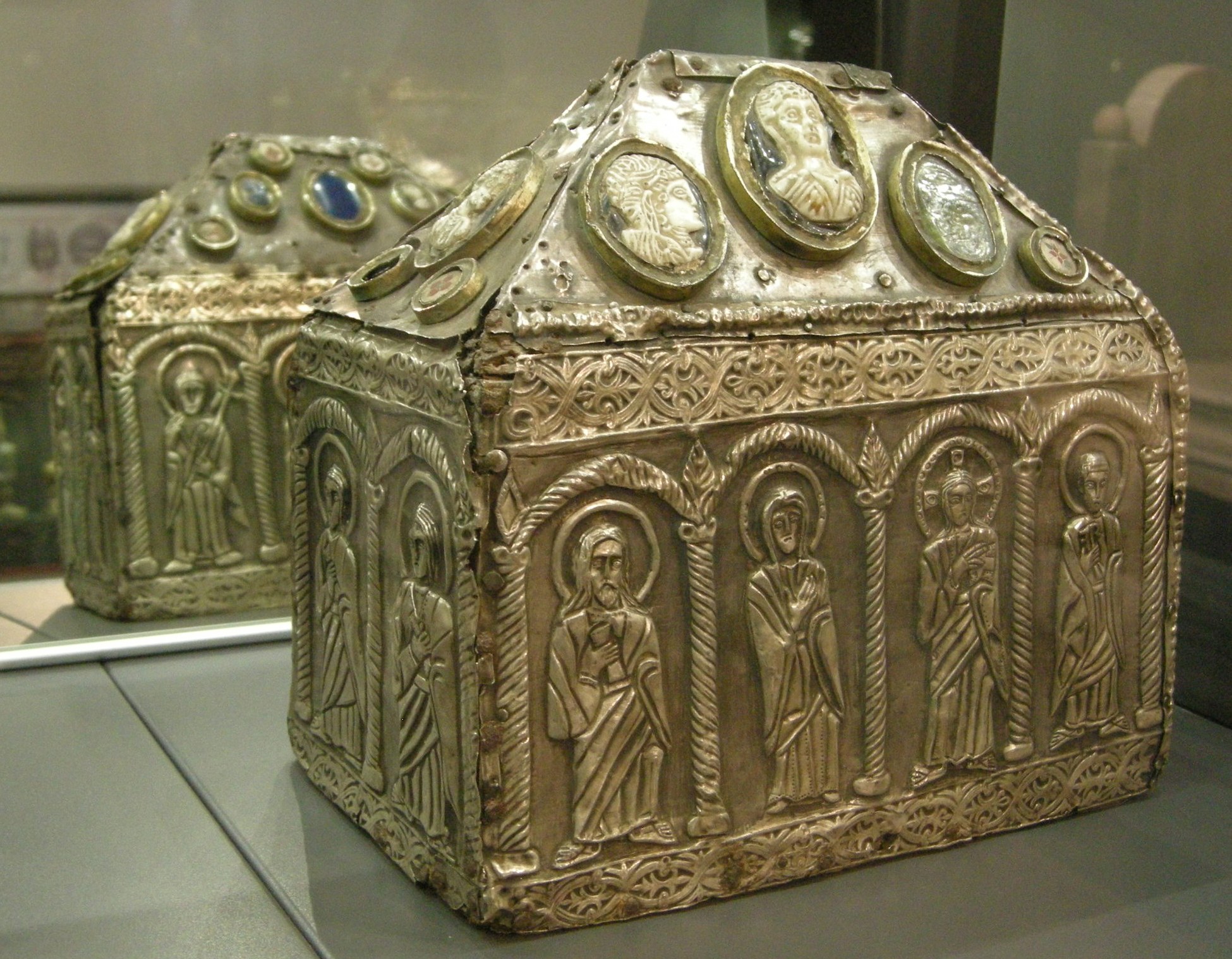
Karolingisch schrijn (ca. 900) in Cividale del Friuli, Italië

De verering van relieken speelde al zeer vroeg een rol in de christelijke kerk, zowel in het oosten als in het westen. Skeletten van plaatselijke heiligen werden opgegraven en overgeplaatst in stenen sarcofagen die meestal in de crypte van de kerk stond opgesteld. Soms werden delen van het skelet uit het graf weggenomen en in reliekhouders geplaatst, aanvankelijk in beurzen van kostbare stof, houten of ivoren kistjes en drinkhoorns. Later werden hiervoor ook speciaal vervaardigde reliekhouders in de vorm van kruisen of monstransen gebruikt. Relieken werden tevens al in een vroeg stadium in altaren ingemetseld.
In de hoge middeleeuwen ontstond de behoefte om het complete lichaam van een heilige - of wat er nog van over was - in een rijkversierde kist op het altaar te plaatsen. Aanvankelijk had deze kist de vorm van een sarcofaag, een rechthoekig schrijn, meestal met een deksel in de vorm van een (afgeplat) zadeldak. Dit zadeldak werd later standaard voor reliekschrijnen, waarmee het "Huis van God" werd gesymboliseerd, compleet met aan de kerkelijke architectuur ontleende elementen als zuilen, kapitelen, rondbogen en boogfriezen. In de late middeleeuwen kregen schrijnen steeds meer de vorm van een gotisch kerkgebouw.
Na de middeleeuwen werden nog maar weinig reliekschrijnen vervaardigd. In de baroktijd gaf men over het algemeen de voorkeur aan kleinere kistjes en dozen, en reliekhouders die meer van de inhoud lieten zien, zoals ostensoria (reliekenmonstransen), theca's en reliekbustes met kijkglaasjes.
Door de beeldenstormen ten tijde van de Reformatie en meer nog door de opheffing van kerkelijke instellingen in de Franse tijd, zijn veel middeleeuwse reliekschrijnen verloren gegaan. In de 19e eeuw ging de hernieuwde belangstelling voor de middeleeuwen gepaard met de vervaardiging van nieuwe reliekschrijnen in neoromaanse of neogotische stijl. De meeste schrijnen in Nederland en België zijn om die reden 19e- of 20e-eeuws.

### Hoge middeleeuwen: romaanse reliekschrijnen
De beroemdste en kostbaarste reliekschrijnen dateren vrijwel allemaal uit de hoge middeleeuwen en zijn voor een groot deel afkomstig uit het Rijn-Maas-Scheldegebied. Met name in het prinsbisdom Luik en het keurvorstendom Keulen bloeiden in deze periode kunst en wetenschap. Het Maas-Rijngebied vormde daarmee een van de brandpunten van de renaissance van de twaalfde eeuw.

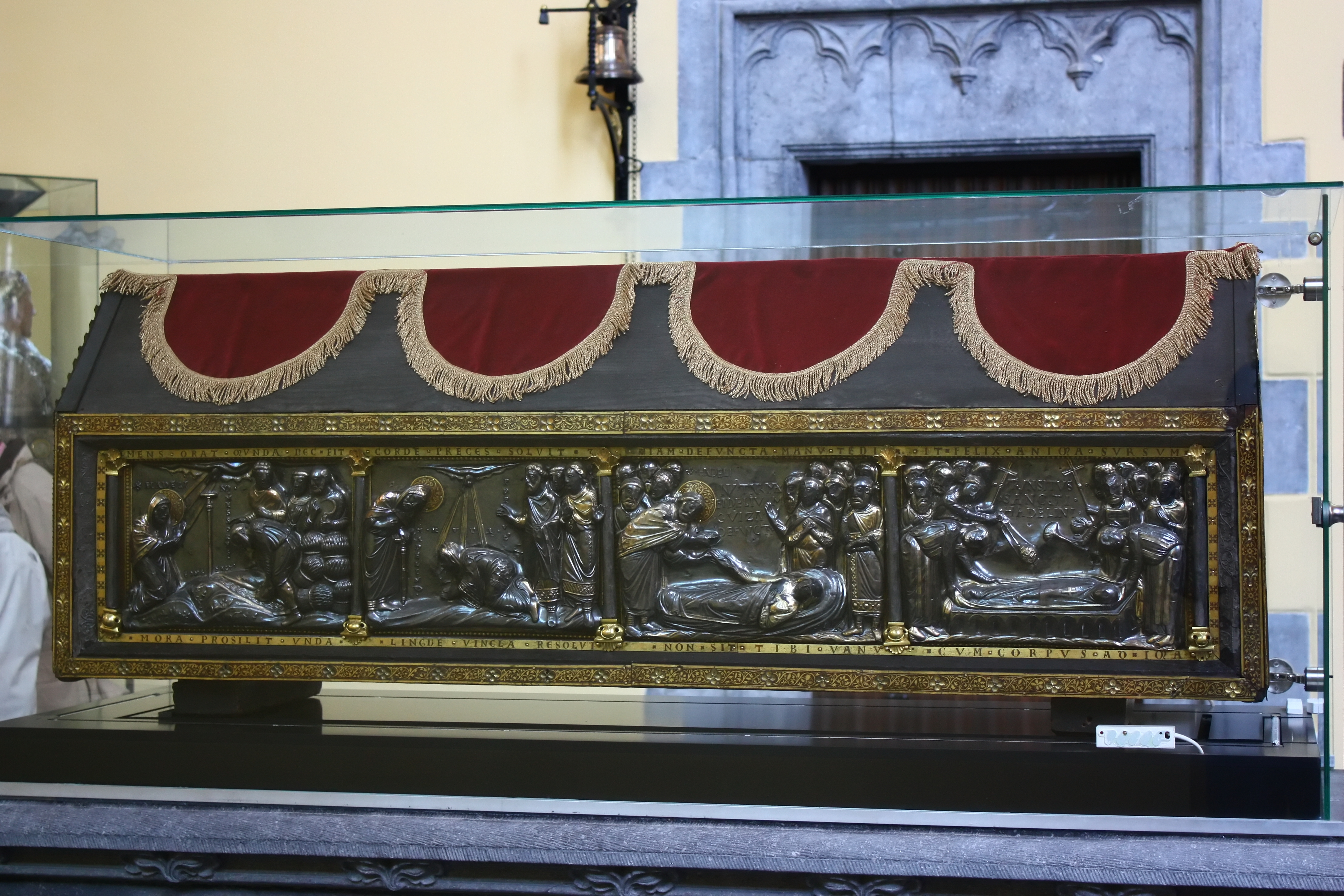
Hadelinusschrijn met kleedje in de Sint-Martinuskerk in Visé (Wezet, België)

#### Maasland
- In het prinsbisdom Luik kwamen in de 12e eeuw en in het begin van de 13e eeuw een groot aantal reliekschrijnen van hoge kwaliteit tot stand. In de Dom van Aken bevinden zich twee belangrijke schrijnen: het laat-12e-eeuwse Karelschrijn en het vroeg-13e-eeuwse Mariaschrijn. De stad Aken was in de middeleeuwen weliswaar een vrije rijksstad, maar behoorde geestelijk tot het bisdom Luik en cultureel tot het Luiks-Limburgse Maasland.
- Het bekendste reliekschrijn van Nederland is waarschijnlijk de Noodkist van Sint-Servaas in de Sint-Servaasbasiliek in Maastricht, een topstuk van Maaslandse edelsmeedkunst.
- Andere bekende schrijnen in het Maasland zijn: het Amelbergaschrijn in de Sint-Amelbergabasiliek in Susteren, het Hadelinusschrijn in de Sint-Martinuskerk van Visé (beide nogal gehavend) en het Domitianusschrijn en het Mengoldschrein, beide in de Onze-Lieve-Vrouwekerk in Hoei.
- Een Maaslands schrijn dat een onderkomen heeft gevonden ver van de plaats van ontstaan, is het Sint-Maurusschrijn, tot de Franse Revolutie in de abdij van Florennes (provincie Namen), thans in het kasteel van Becov nad Teplou bij Karlovy Vary (Tsjechië).
- Beroemd zijn de beide reliekschrijnen in de Onze-Lieve-Vrouwekathedraal van Doornik: het Mariaschrijn en het Sint-Eleutheriusschrijn. De maker van het eerstgenoemde schrijn was Nicolaas van Verdun, de bekendste Maaslandse edelsmid, die ook in het Rijn- en Scheldegebied werkzaam was.
- In het Walters Art Museum in Baltimore bevindt zich het Sint-Amandusschrijn, ooit het pronkstuk van de Abdij van Saint-Amand in Frans-Vlaanderen. Hoewel Doornik en Saint-Amand-les-Eaux niet tot het Maasland behoren, zijn deze schrijnen wel geheel in de traditie van de Maaslandse kunst.

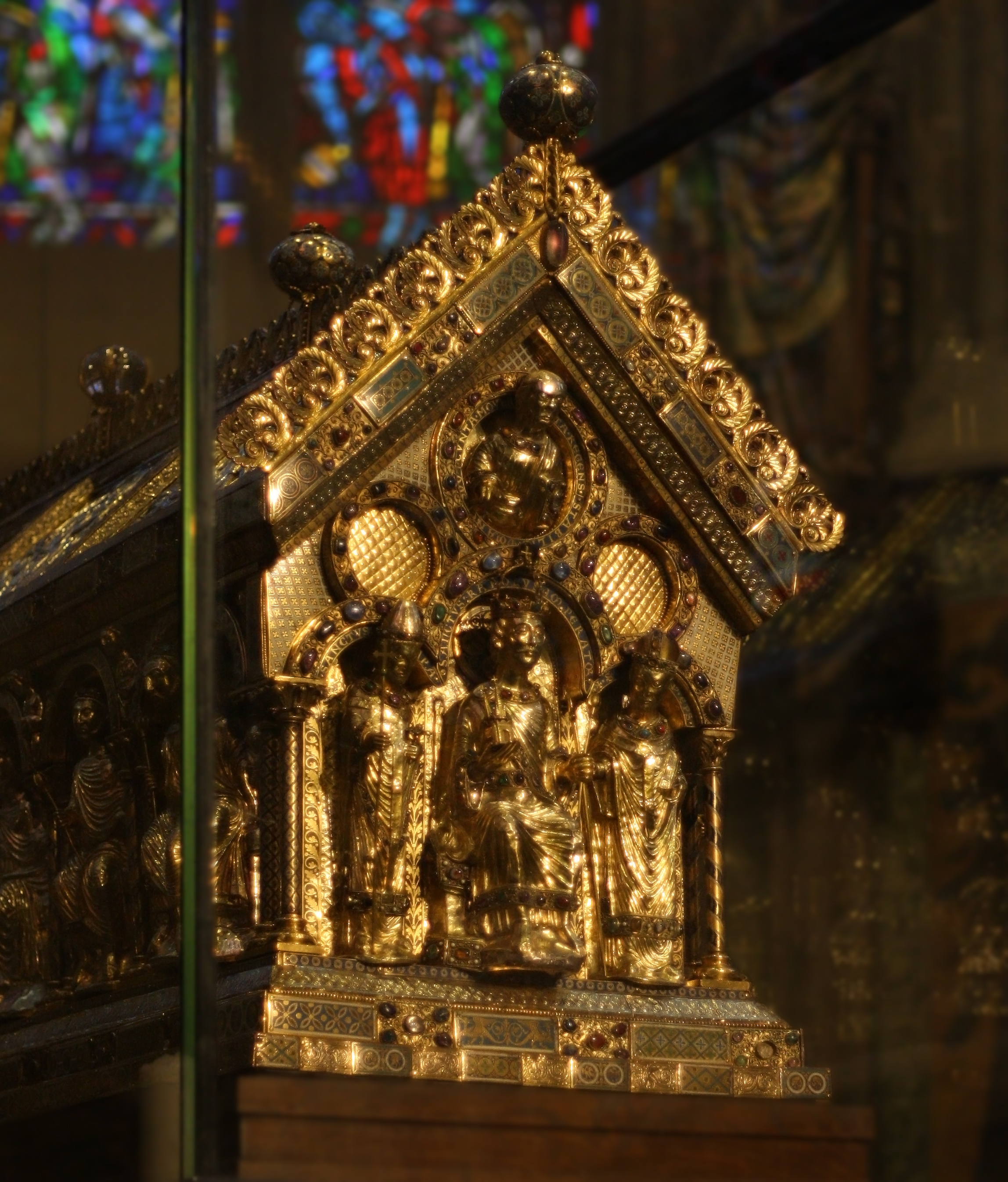
Karelschrijn, Aken
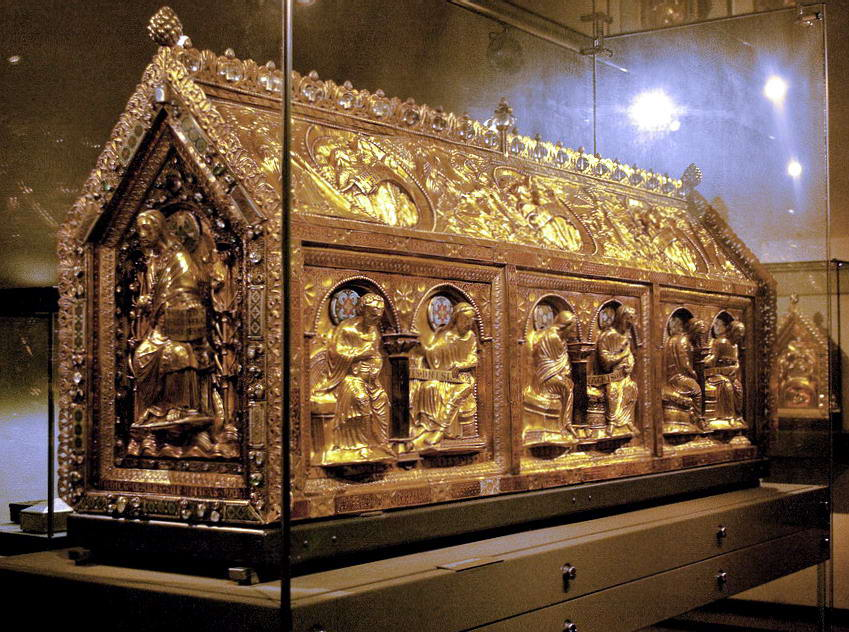
Noodkist van St-Servaas, Maastricht
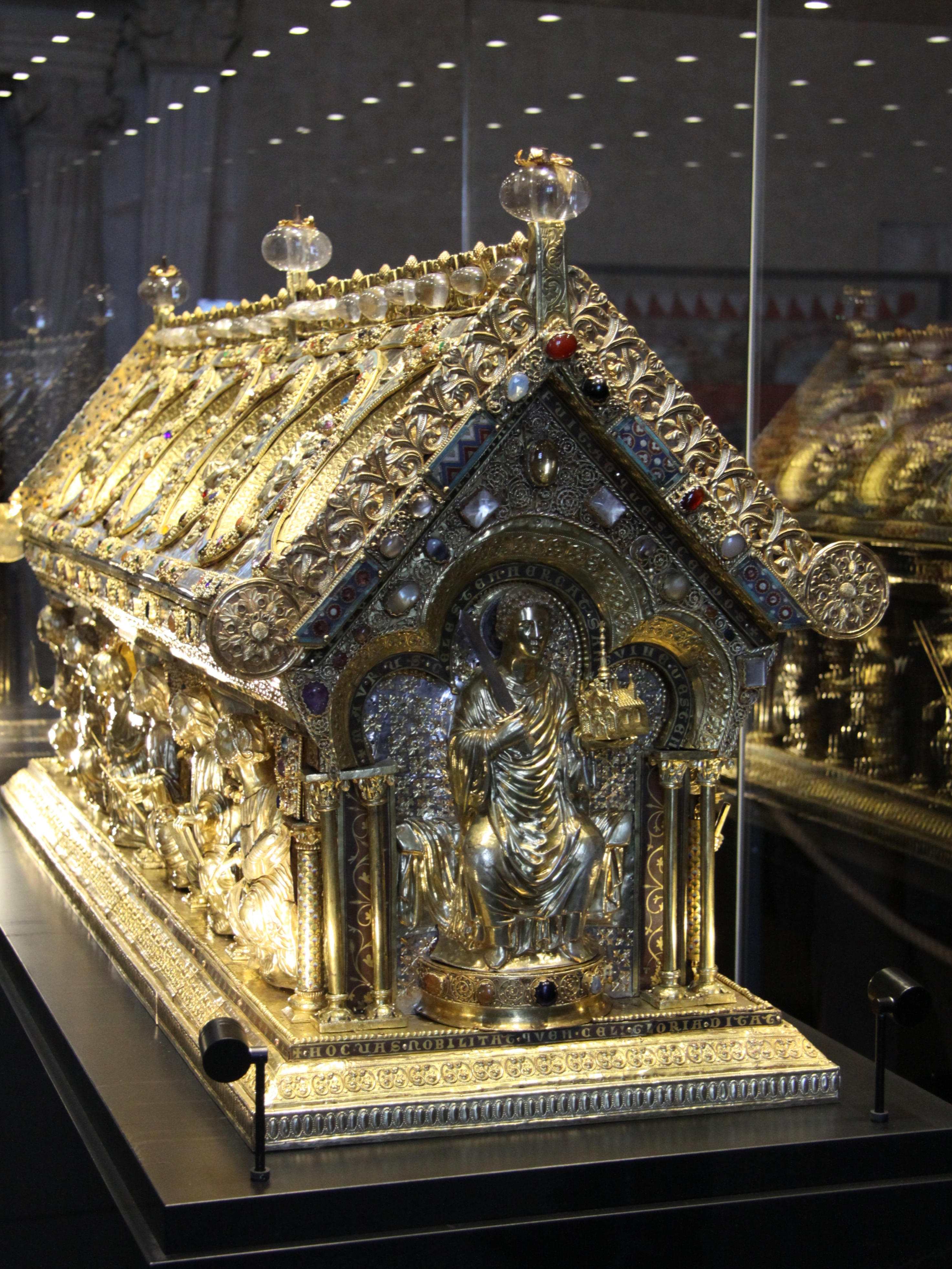
St-Maurusschrijn, Becov nad Teplou
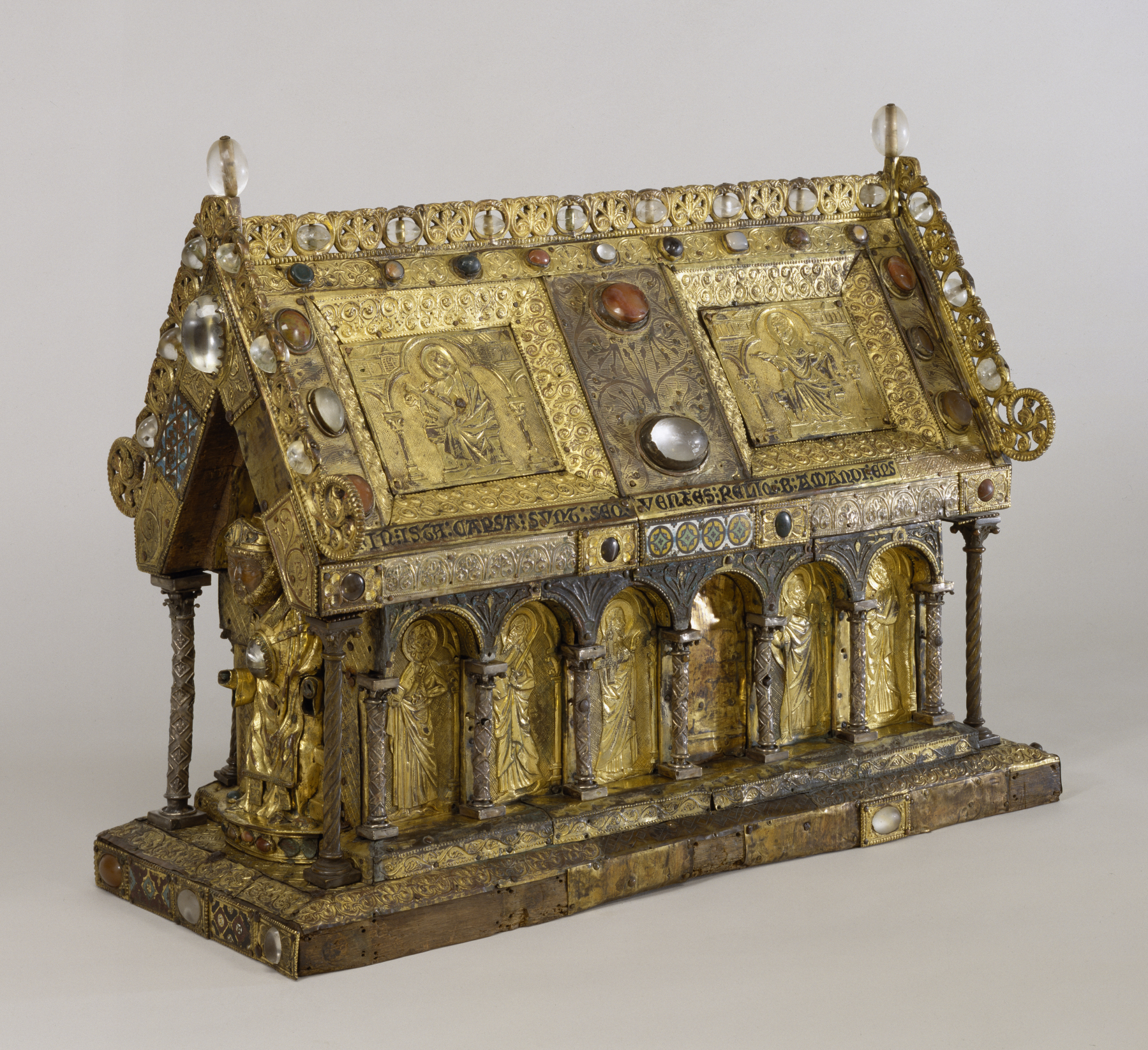
St-Amandusschrijn, Baltimore

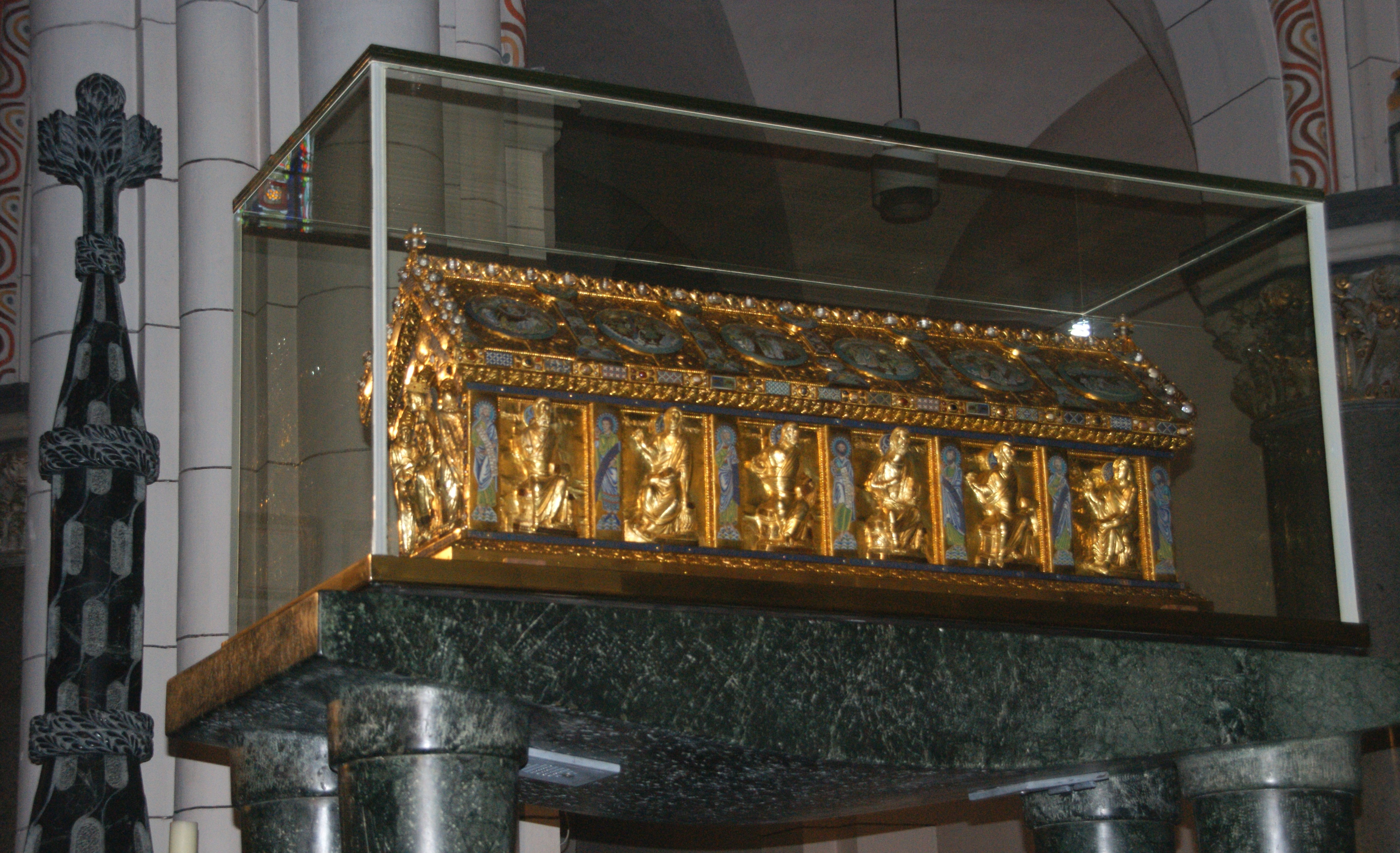
Het Heribertschrein in de Nieuwe-Sint-Heribertkerk in Keulen-Deutz

#### Rijnland

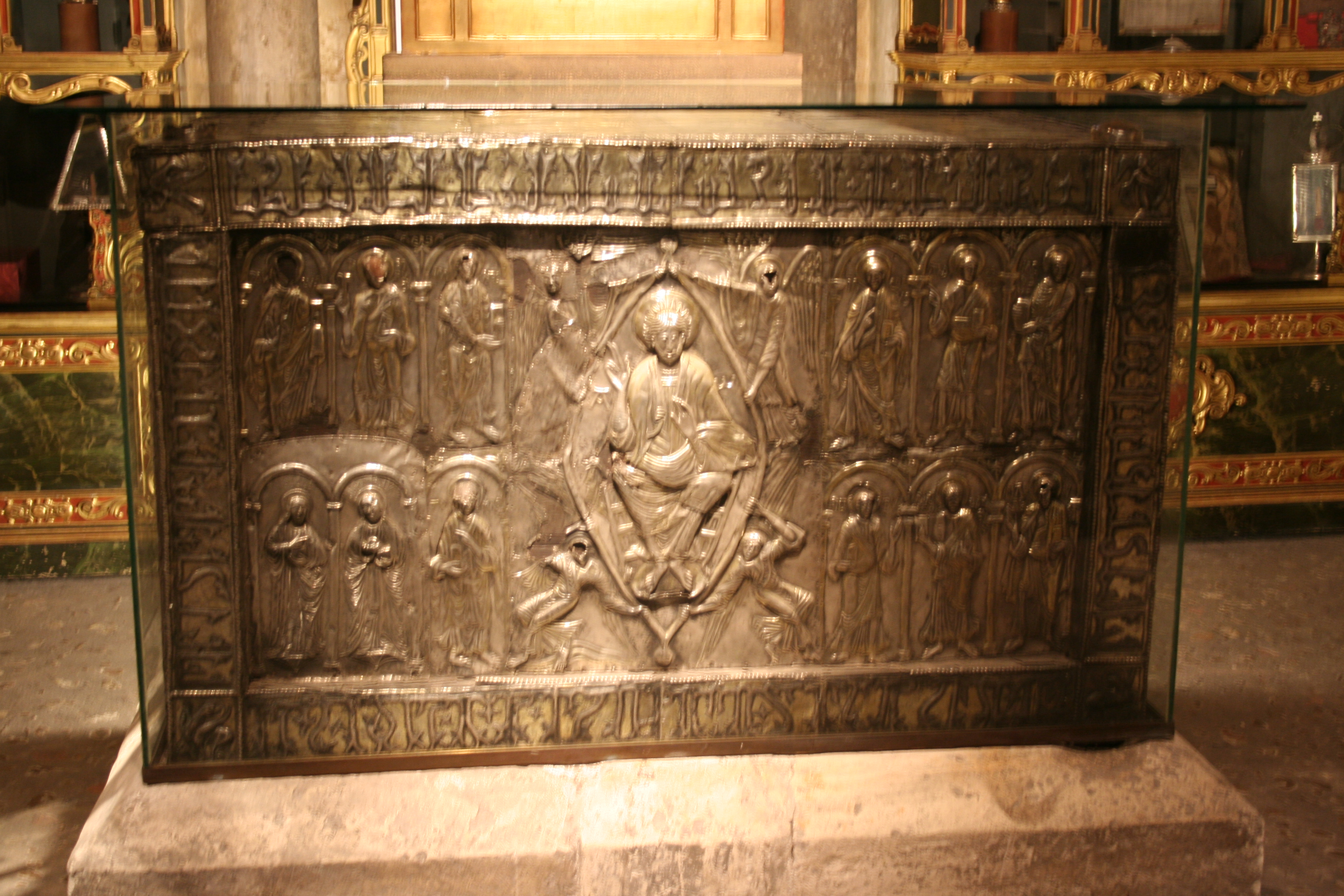
De Arca Santa in een kapel bij de kathedraal van Oviedo (Spanje)

Ook het Duitse Rijnland - en dan met name de stad Keulen - was in de hoge middeleeuwen een belangrijk productiecentum van rijkversierde reliekschrijnen. Het beroemdste reliekschrijn van Keulen (en wellicht van heel Europa) is het Driekoningenschrijn in de Dom van Keulen, een meesterwerk van Nicolaas van Verdun, dezelfde die ook het schrijn te Doornik vervaardigde. In Keulen zijn echter nog meer romaanse schrijnen te bewonderen: het Ursulaschrijn in de Sint-Ursulakerk, het Maurinusschrijn in de Sint-Pantaleonkerk en het Heribertschrijn in de Nieuwe-Sint-Heribertkerk in Keulen-Deutz. Bijzonder is ook het reliekschrijn met koepel, dat in de late 12e eeuw in Keulen tot stand kwam, daarna deel uitmaakte van de zogenaamde Welfenschatz van de Dom van Braunschweig, en zich thans in het Kunstgewerbemuseum in Berlijn bevindt. Elders in het Rijnland bevinden zich eveneens schrijnen van hoge kwaliteit, zoals het Suitbertusschrijn in de Sint-Suïtbertusbasiliek in Düsseldorf, het Annoschrijn in de Abdij Michaëlsberg in Siegburg en het Schildeschrijn in de Dom van Minden. Het Amalbergaschrijn in de schatkamer van de Sint-Amelbergabasiliek is qua vorm Maaslands, maar de 12e-eeuwse reliëfs (waarvan slechts de helft bewaard gebleven is en op een nieuw schrijn is gemonteerd) zijn onmiskenbaar Rijnlands.

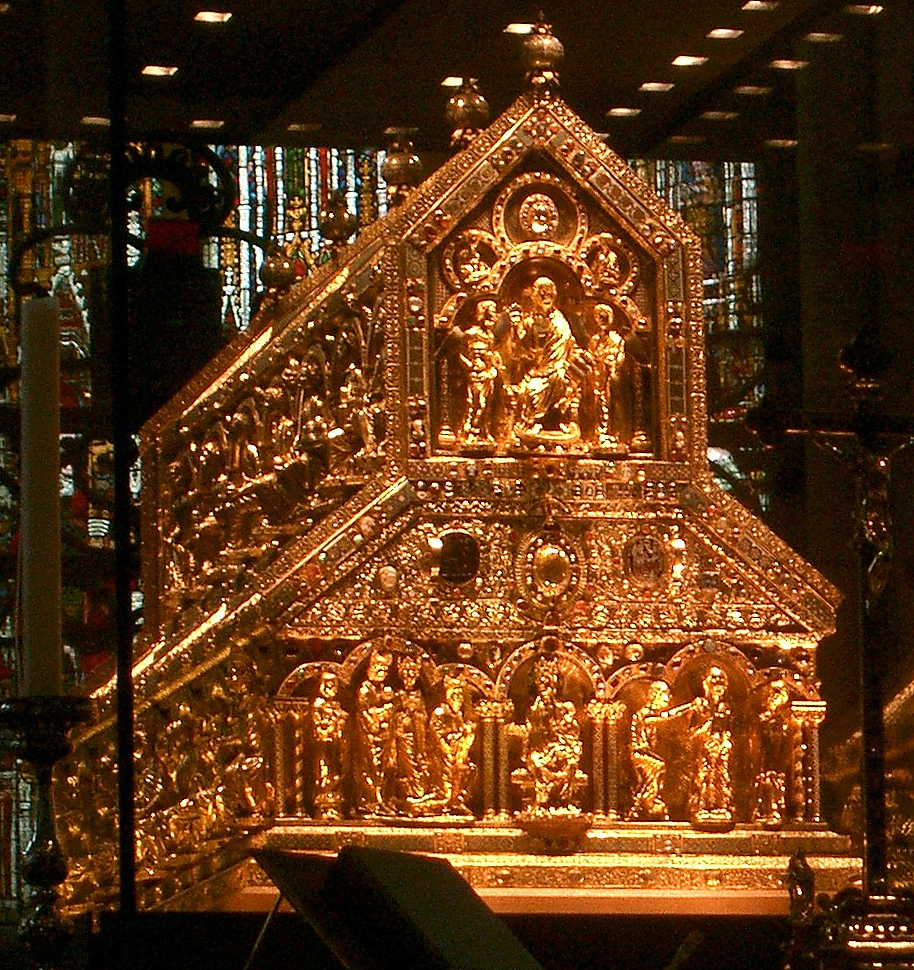
Driekoningenschrijn, Keulen
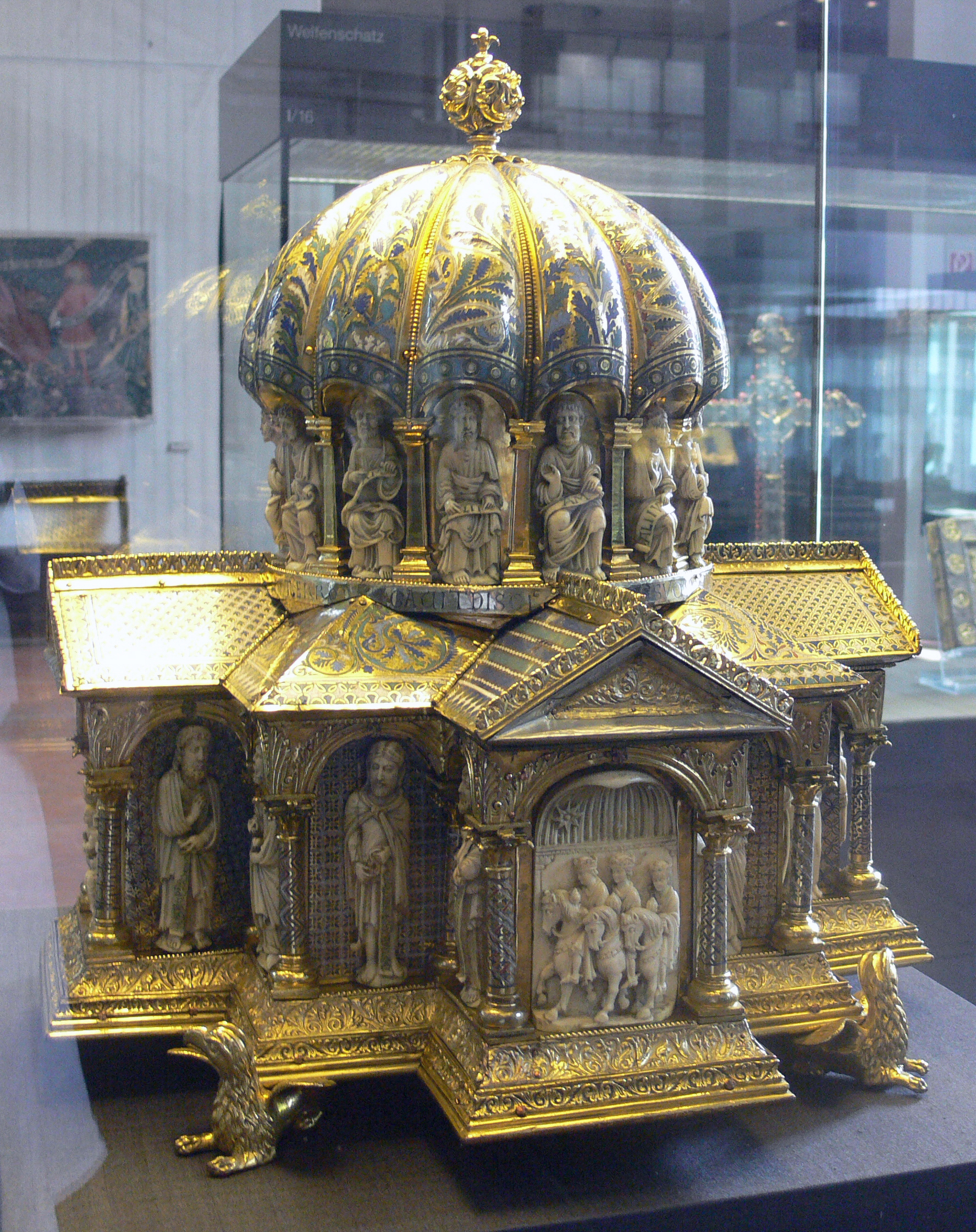
Koepelreliekhouder, Berlijn
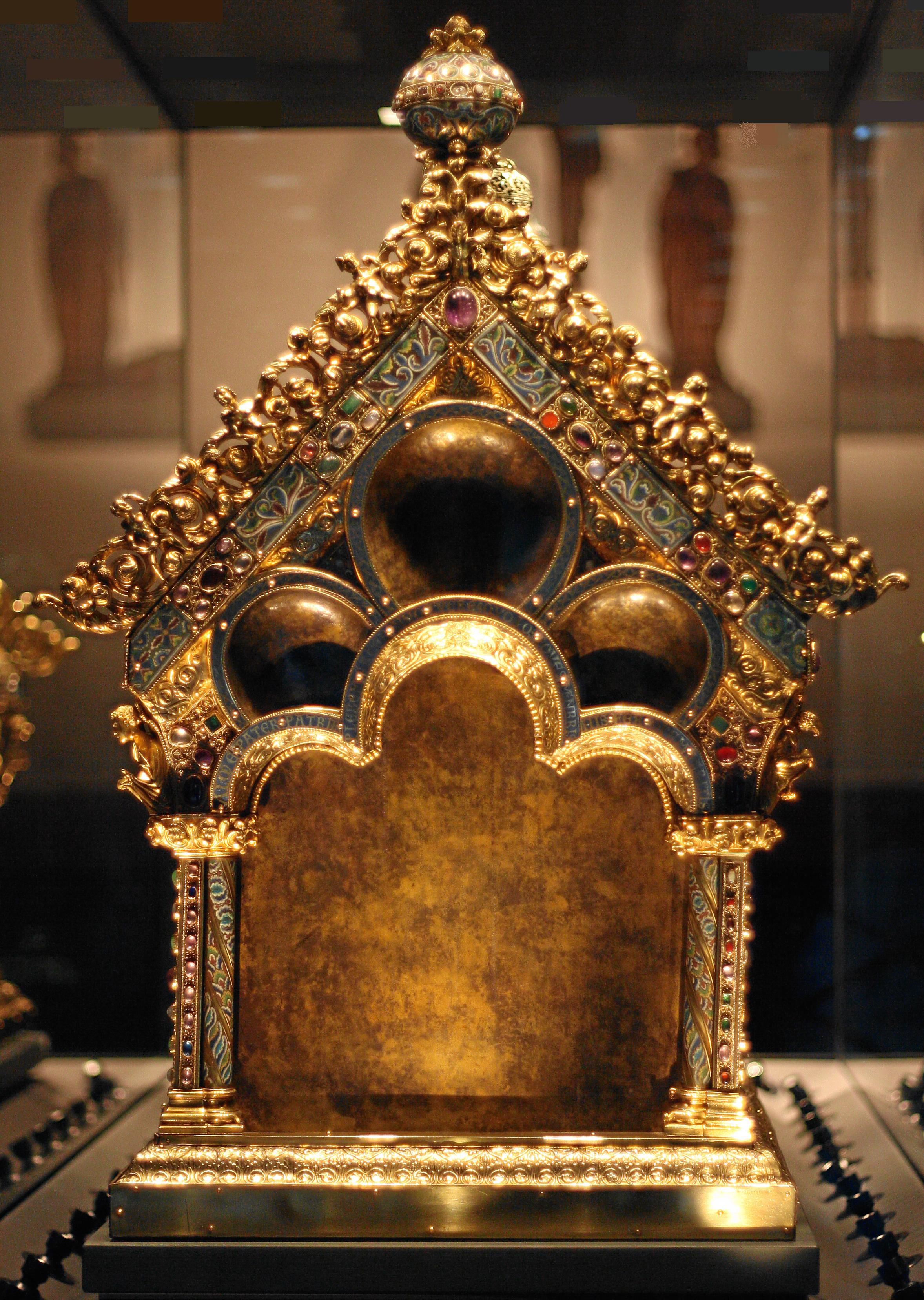
Annoschrijn, Siegburg
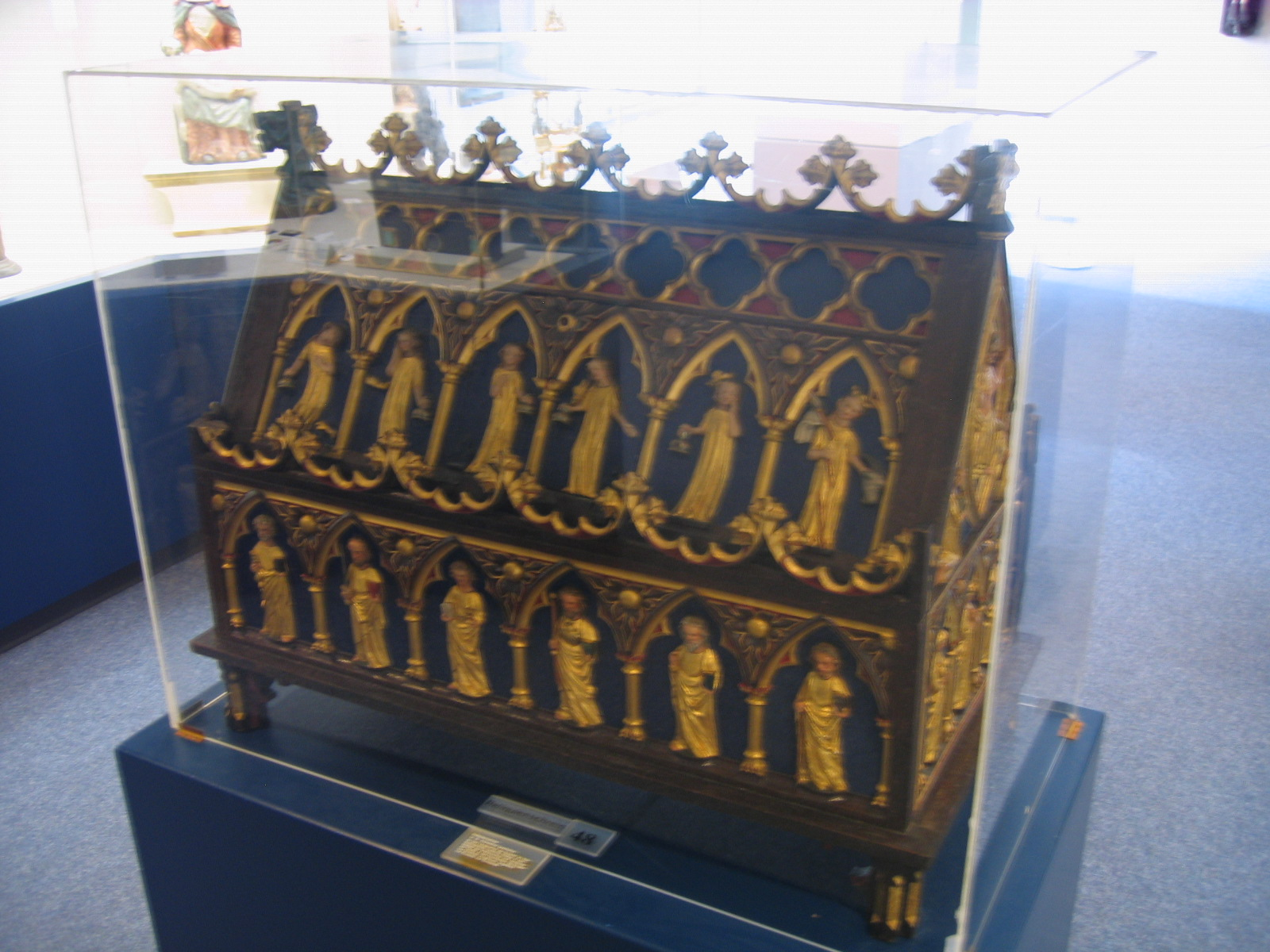
Schildeschrijn, Minden

#### Elders in Duitsland en Europa
Het hertogdom Saksen was al in de tijd van de Ottoonse keizers een belangrijk centrum  van middeleeuwse edelsmeedkunst. Uit de tijd van de Ottoonse renaissance zijn echter weinig reliekschrijnen bewaard gebleven. In de schatkamer van de Dom van Hildesheim bevinden zich twee middeleeuwse reliekschrijnen, het Epifaniusschrijn en het Godehardschrijn. Twee bijzondere 13e-eeuwse schrijnen bevinden zich in de domschat van Quedlinburg: het Catharinaschrijn, dat geheel met bladgoud is bedekt, en het schrijn van Hendrik de Vogelaar, dat bekleed is met ivoorreliëfs die uit de 10e eeuw dateren.
Ook in Frankrijk, Italië en Spanje kwamen romaanse reliekschrijnen tot stand. De Arca Santa ("heilige kist") in Oviedo is een ongewoon groot schrijn in de vorm van een altaar, waarin naast de beroemde zweetdoek van Oviedo en relikwieën van het Heilig Kruis, relieken van diverse heiligen bijeen zijn gebracht. Het schrijn wordt bewaard in de 9e-eeuwse Cámara Santa, de voormalige paleiskapel van koning Alfons II van Asturië, naast de kathedraal van Oviedo.
Aparte vermelding verdient de Franse stad Limoges, het belangrijkste centrum van emailleerkunst in de middeleeuwen. De in Limoges vervaardigde reliekhouders zijn over het algemeen klein; men zou eerder kunnen spreken van "kistjes" dan "schrijnen". Bekend zijn de tientallen reliekschrijnen en -kistjes die in Limoges werden vervaardigd voor de relieken van de heilige Thomas Becket, die na zijn gewelddadige dood in 1170 en zijn vrijwel onmiddellijke heiligverklaring in 1173 in grote delen van Europa een ongekende populariteit beleefden. De in Limoges ontwikkelde technieken hadden tevens grote invloed op de emailleerkunst in het Maas- en Rijnland.

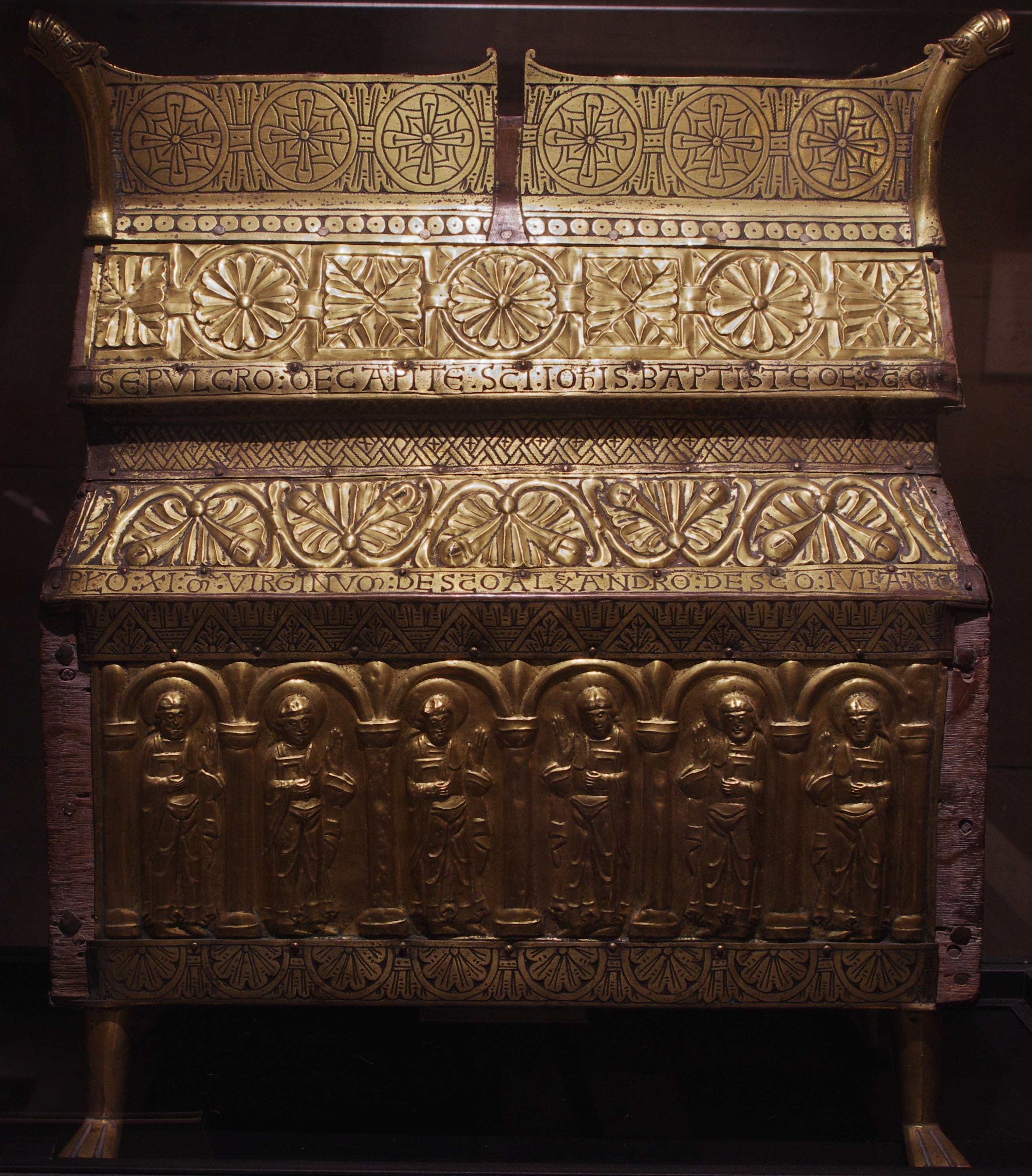
Jälaschrijn, Skara, Zweden
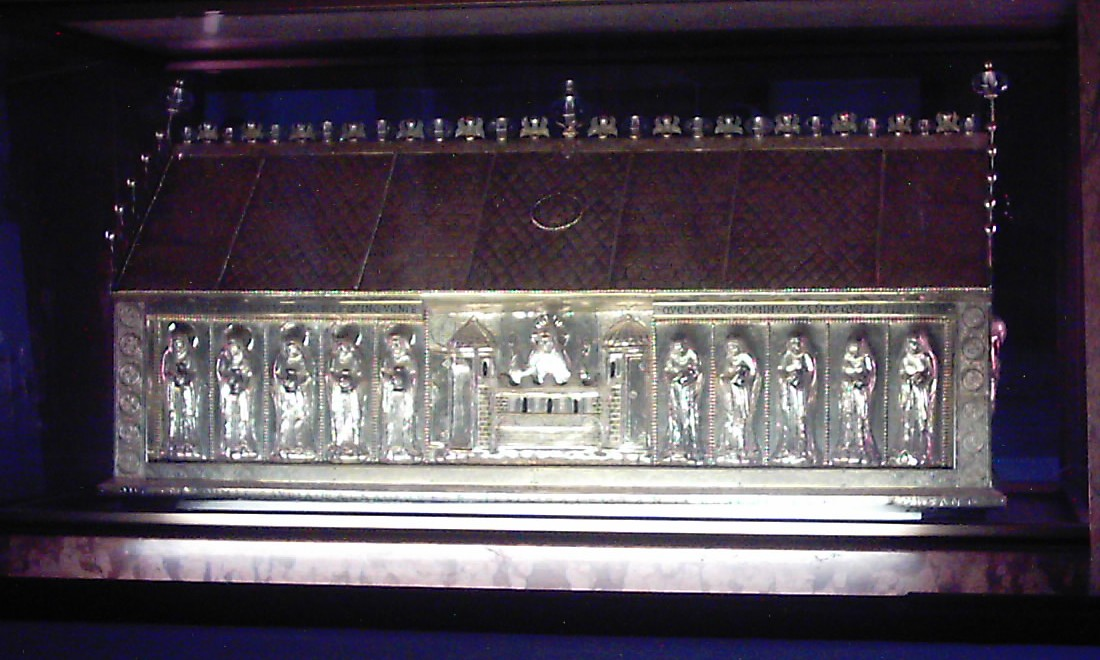
Epifaniusschrijn, Hildesheim
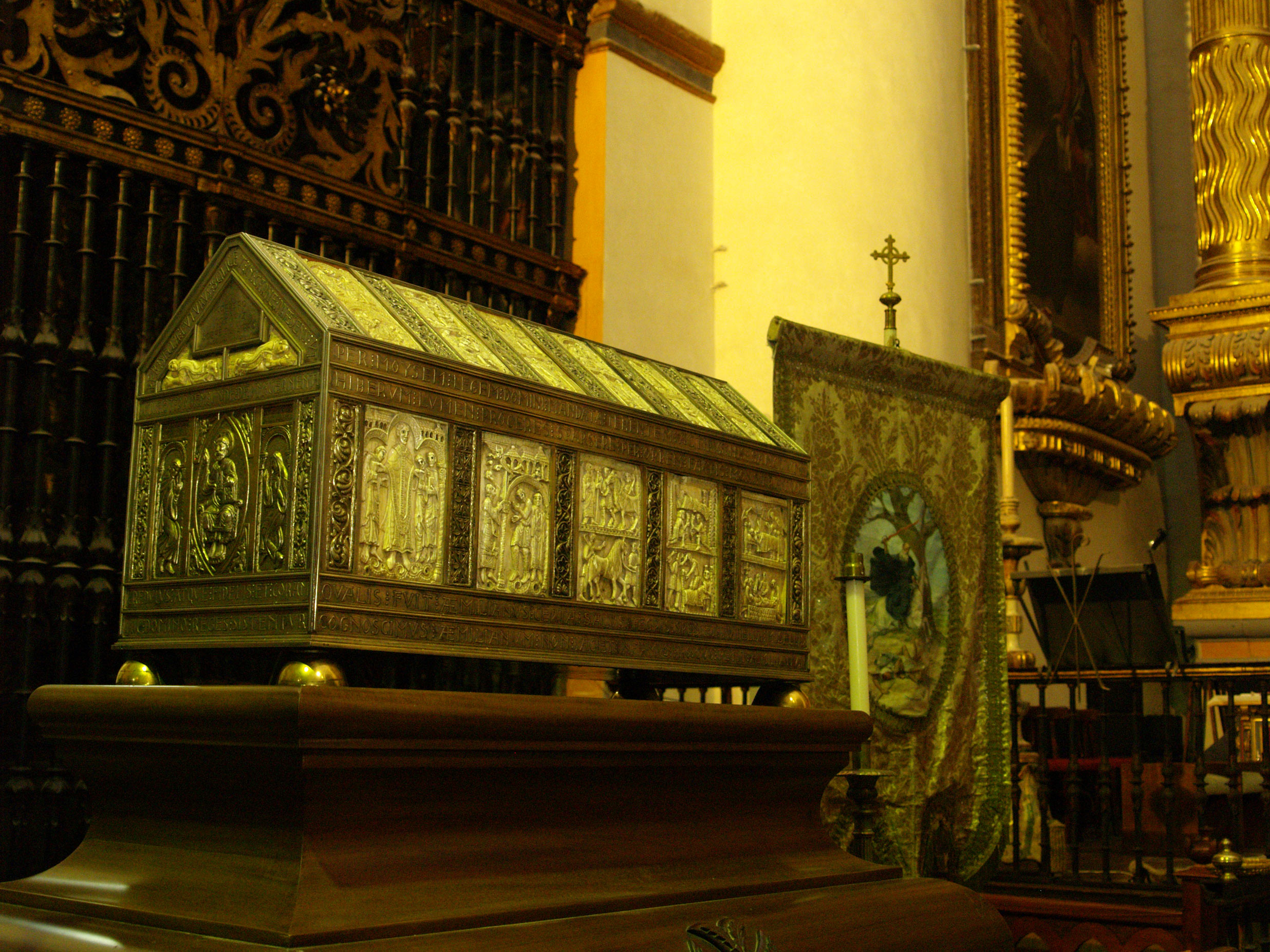
Schrijn van San Millán de Yuso
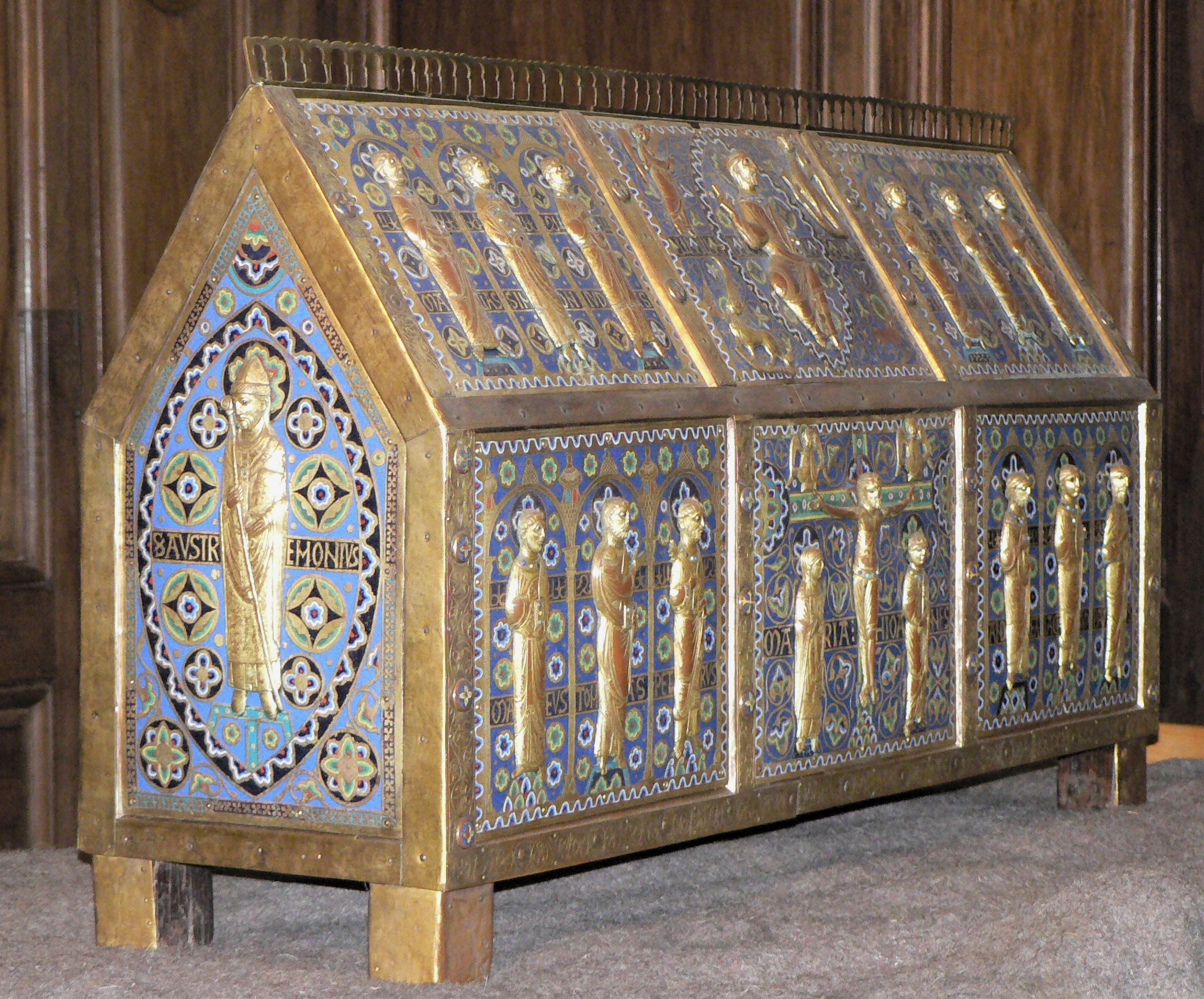
Reliekschrijn uit Limoges, abdij van Mozac

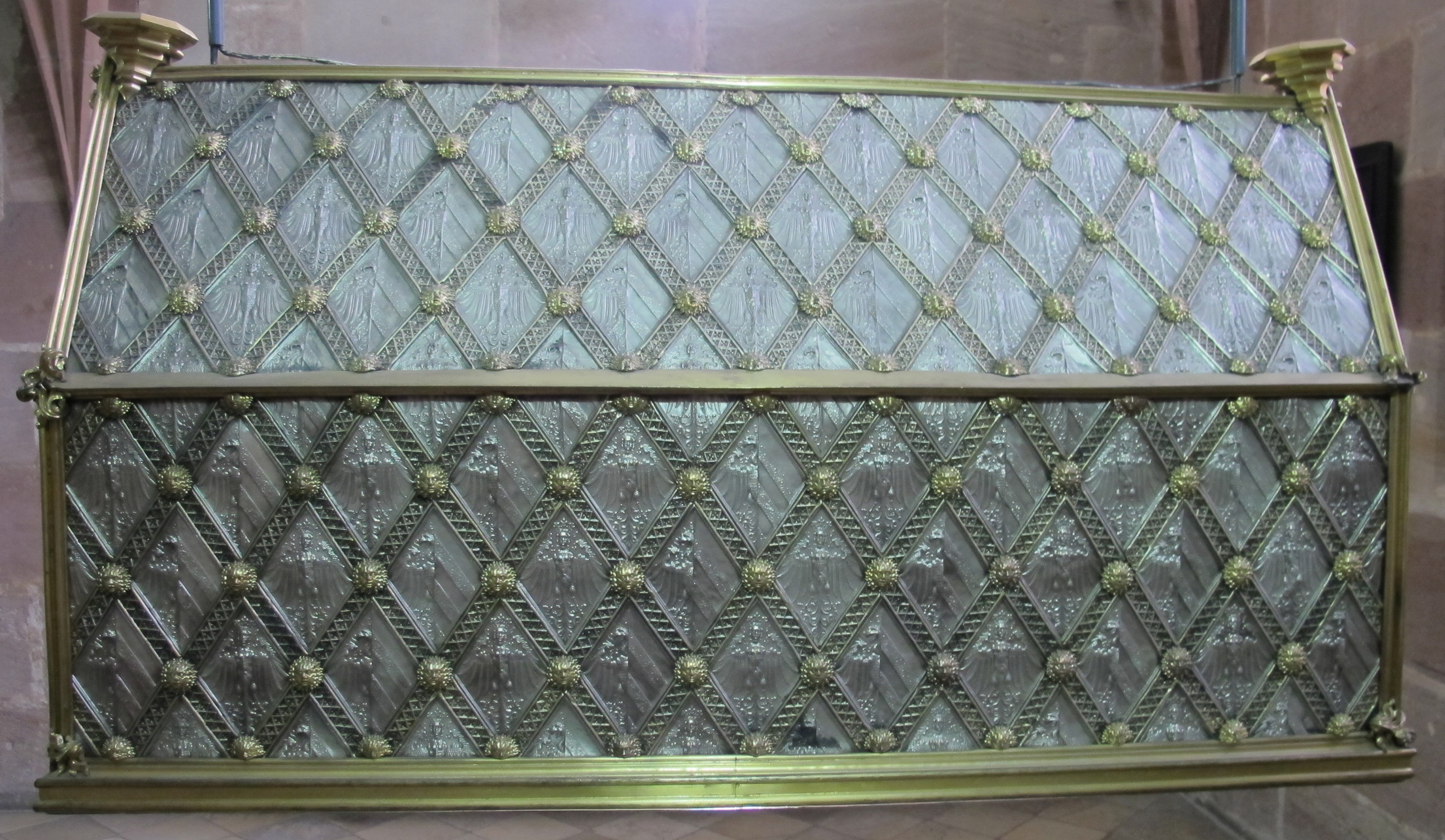
15e-eeuws Driekoningenschrijn, Germanisches Nationalmuseum, Neurenberg

### Late middeleeuwen: gotische schrijnen
In de romaanse periode had het reliekschrijn een indrukwekkende ontwikkeling ondergaan van relatief eenvoudige sarkofaag naar rijkversierd "Huis van God". Het eerdergenoemde Doornikse Mariaschrijn, dat in 1205 werd voltooid, kan nog geheel als een laat-romaans werk worden gezien. Het uit 1247 daterende Sint-Eleutheriusschrijn in dezelfde schatkamer markeert echter  de overgang naar de (Franse) gotiek. De reliëfs zijn hier reeds bijna losstaande figuren geworden. Ook het Remaclusschrijn in Stavelot en het Mariaschrijn in Aken behoren tot die overgangsgroep naar de gotiek. Opvallend is dat geen enkel reliekschrijn bekend is van de belangrijkste edelsmid uit deze periode, Hugo van Oignies.
In de late middeleeuwen namen veel reliekschrijnen de vorm aan van een gotische kerk, inclusief dakruiters, steunberen, luchtbogen en pinakels. Daarnaast bleven ook eenvoudigere schrijnen populair. 
- Een voorbeeld is de 13e-eeuwse sarkofaag van paus Clemens II op het koor van de Dom van Bamberg.
- Indrukwekkend in zijn eenvoud is het reliekschrijn van de Drie Koningen uit ca. 1440 in het Germanisches Nationalmuseum in Neurenberg.
- Zeer bijzonder is het door Hans Memling in 1489 beschilderde Ursulaschrijn in de voormalige Sint-Donaaskathedraal in Brugge, thans in het Memlingmuseum.

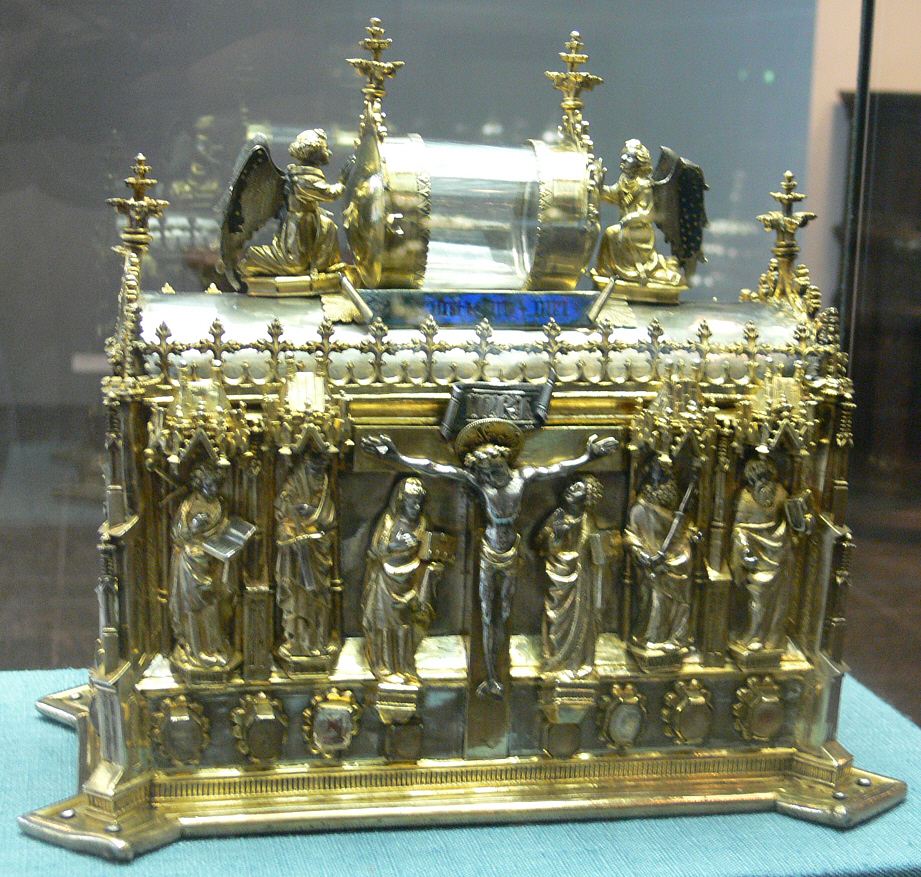
Zilveren reliekhouder, Berlijn
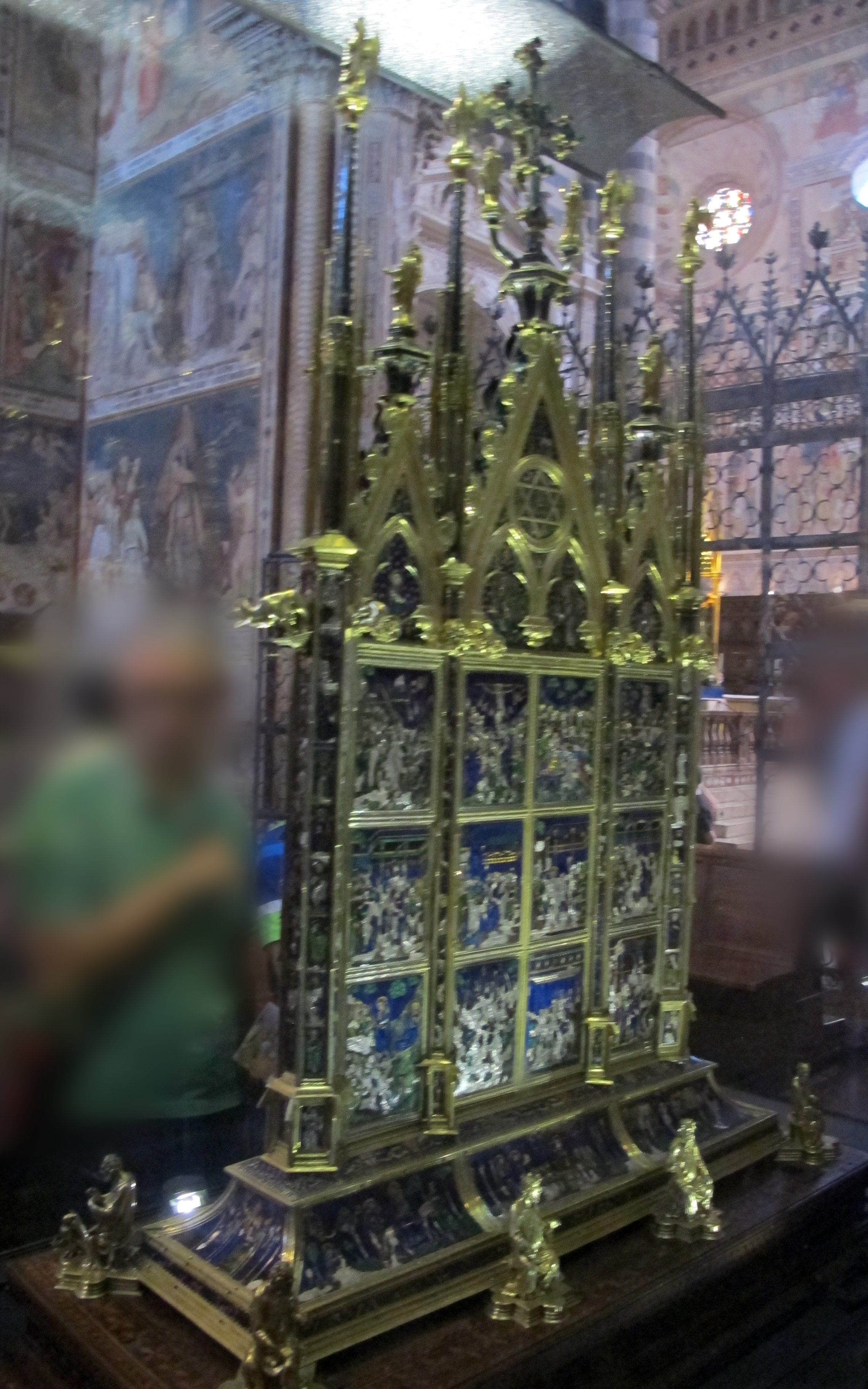
Reliekhouder, Bolsena
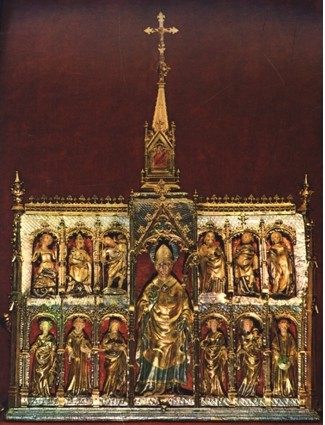
Martirianusschrijn, Bañolas, Catalonië
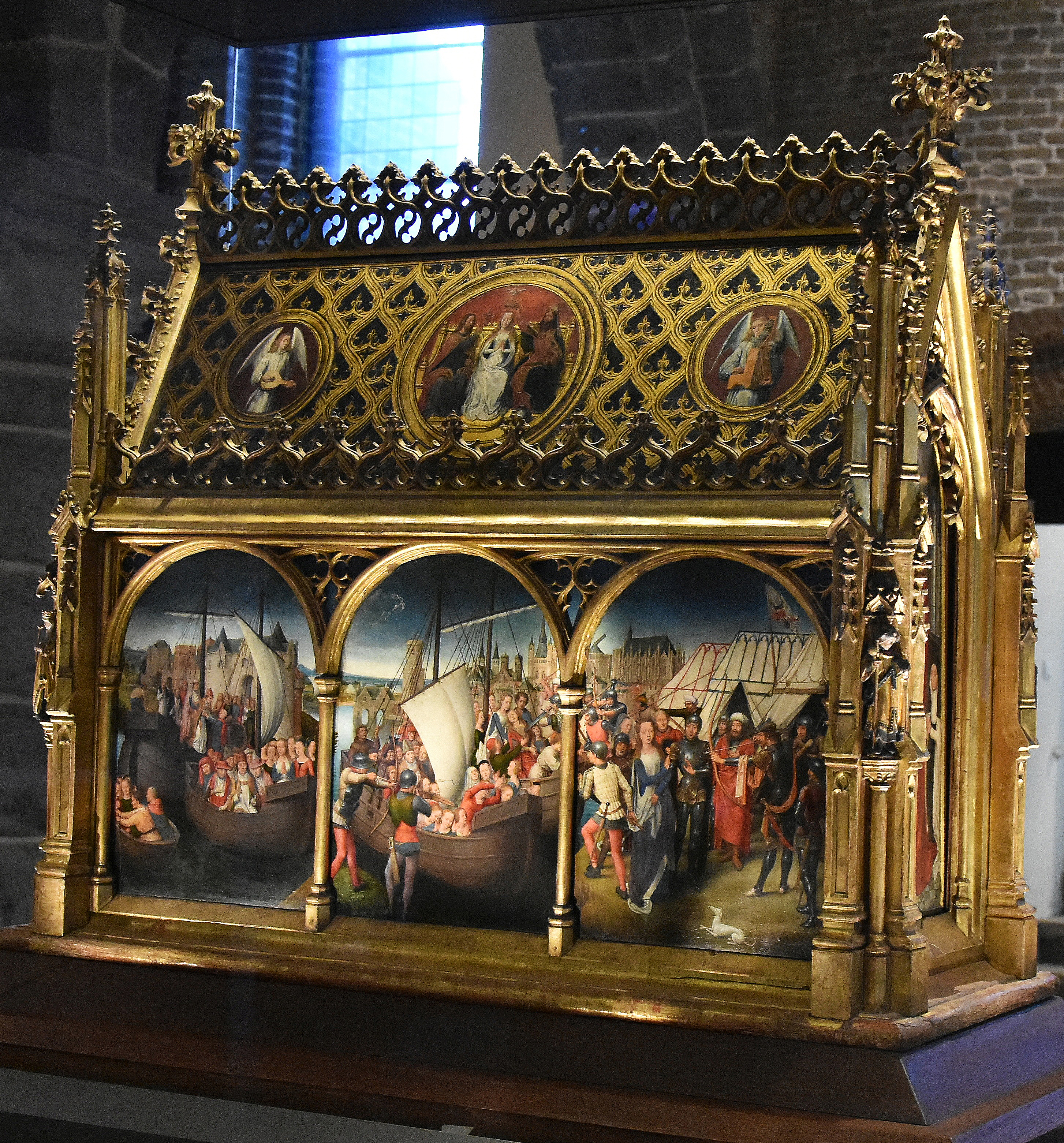
Ursulaschrijn, Brugge

#### België
In België zijn er anno 2024 nog veertien houten reliekschrijnen bekend. Tien hiervan bevinden zich nog in kerken, de overige in musea. Zeven van die tien bevinden zich in Haspengouw, een streek die gespaard is gebleven van de beeldenstorm die in 1566 woedde in de regio Antwerpen.
- Eerste reliekschrijn van de heilige Dimpna in de Sint-Dimpnakerk in Geel (1300-1400)
- Tweede reliekschrijn van de heilige Dimpna in de Sint-Dimpnakerk in Geel (1500-1525)
- Reliekschrijn van Odilia in de Sint-Odulphuskerk in Borgloon (1292)
- Reliekschrijn van Petronella in de Sint-Pieterskerk in Rekem (Lanaken) (1490-1500)
- Reliekschrijn van Johannes de Doper in de Sint-Stefanuskerk in 's Herenelderen (Tongeren) (1475-1500)
- Reliekschrijn van Sint-Catharina in het begijnhof in Tongeren (1525-1550)
- Reliekschrijn van Sint-Remaclus in de Basiliek (Teseum) in Tongeren (c. 1515)
- Reliekschrijn van Sint-Trudo in de Onze-Lieve-Vrouwekerk in Sint-Truiden (1500-1525)
- Reliekschrijn van Sint-Eucherius in de Onze-Lieve-Vrouwekerk in Sint-Truiden (1500-1525)
- Reliekschrijn van Sint-Livinus in de Sint-Michielskerk in Sint-Lievens-Houtem (1475-1525)

De vier overige houten reliekschrijnen bevinden zich in 
- Sint-Janshospitaal , Brugge, twee Ursulaschrijnen
- Museum Kunst en Geschiedenis, Brussel
- TreM.a in Namen

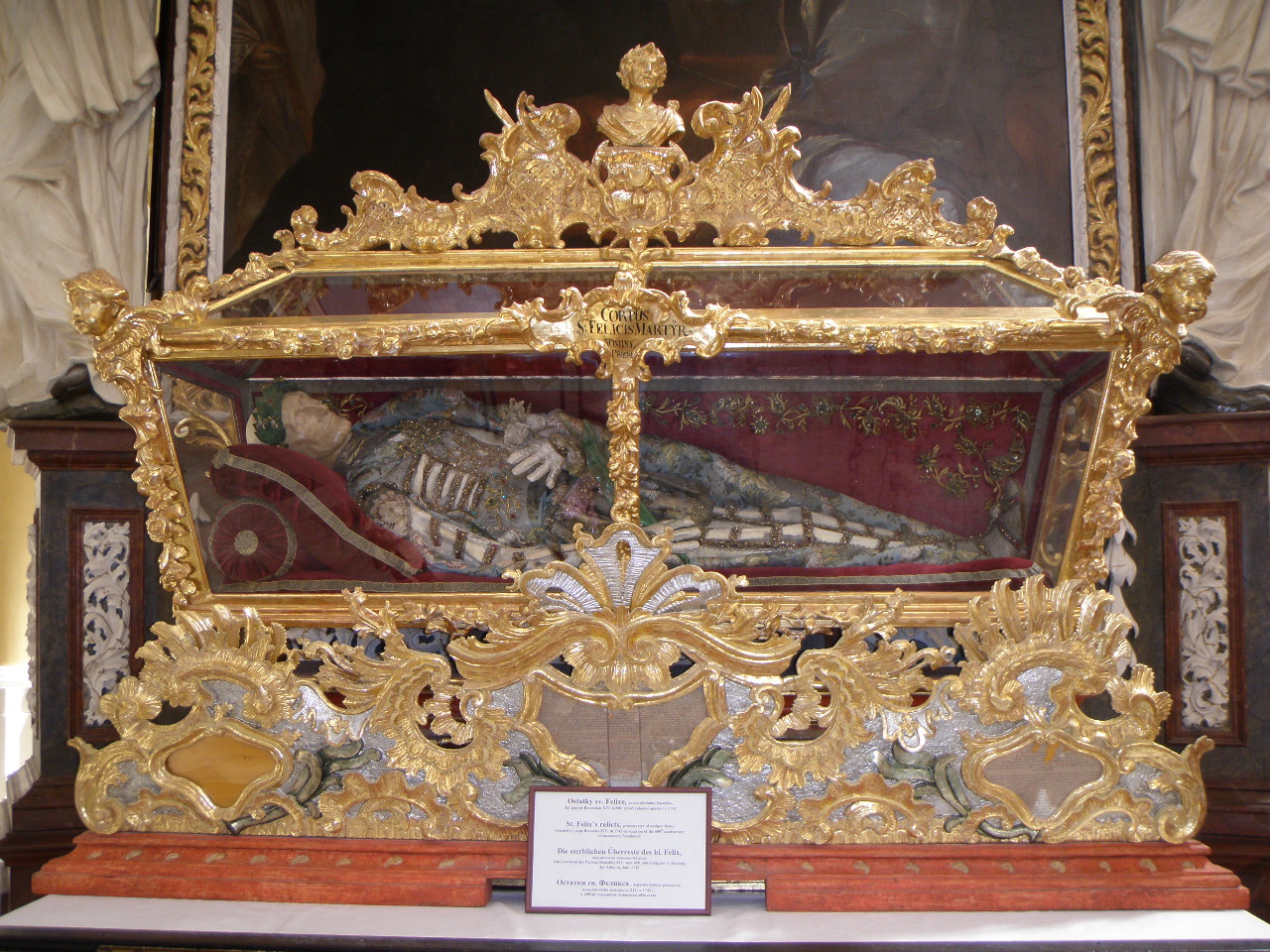
Barok reliekschrijn met achter glas het lichaam van Sint-Felix, Kutná Hora (Tsjechië)

In 2024 liep het project PaReS (Painted Relic Shrines in Situ) van het Koninklijk Instituut voor het Kunstpatrimonium in samenwerking met de Universiteit Antwerpen en de ULB, waarbij alle 14 reliekschrijnen ter plaatse onderzocht en geïnventariseerd werden. Daarbij werd onder andere infraroodreflectografie gebruikt.

### 16e, 17e en 18e eeuw: renaissance- en barokschrijnen
In de 16e eeuw laat men in Noord-Europa de gotische stijl slechts langzaam los. Het Makkabeeënschrijn in de Sint-Andreaskerk in Keulen past qua vormgeving nog geheel bij die stijl; de reliëfs zouden zo uit een laatgotisch altaarretabel afkomstig kunnen zijn. Het schrijn van de heilige Dominicus, stichter van de dominicanenorde, in de Basiliek San Domenico in Bologna is wellicht het fraaiste voorbeeld van een renaissanceschrijn. Het marmeren schrijn, de Arca di San Domenico, is slechts een onderdeel van een indrukwekkend religieus monument, waaraan onder anderen Michelangelo meewerkte.
In de baroktijd ontwikkelde het reliekschrijn zich in katholiek Europa tot een pompeuze, met bladgoud overdekte sarkofaag, overladen met beelden van heiligen en putti. Een voorbeeld is het schrijn van de heilige Bernat Calbó in de kathedraal van Vic in Catalonië. Soms is het gemummificeerde lichaam van de overledene zichtbaar achter glas, zoals het geval is bij de heilige Felix, stichter van de Trinitariërs, wiens schrijn in een klooster in Kutná Hora (Tsjechië) wordt bewaard.
In het Belgische Lier wordt eenmaal per jaar het ruim 800kg wegende, zilveren reliekschrijn van de heilige Gummarus in processie door de stad gedragen. Het 17e-eeuwse barokke pronkstuk van de Sint-Gummaruskerk staat in scherp contrast met het eenvoudige, houten schrijn uit 1674 waarin de stoffelijke resten van Thomas a Kempis worden bewaard. Dit schrijn, dat de precaire situatie van katholieken in de Republiek der Verenigde Nederlanden weerspiegelt, bevindt zich na allerlei omzwervingen thans in de Basiliek van Onze-Lieve-Vrouw-ten-Hemelopneming in Zwolle.

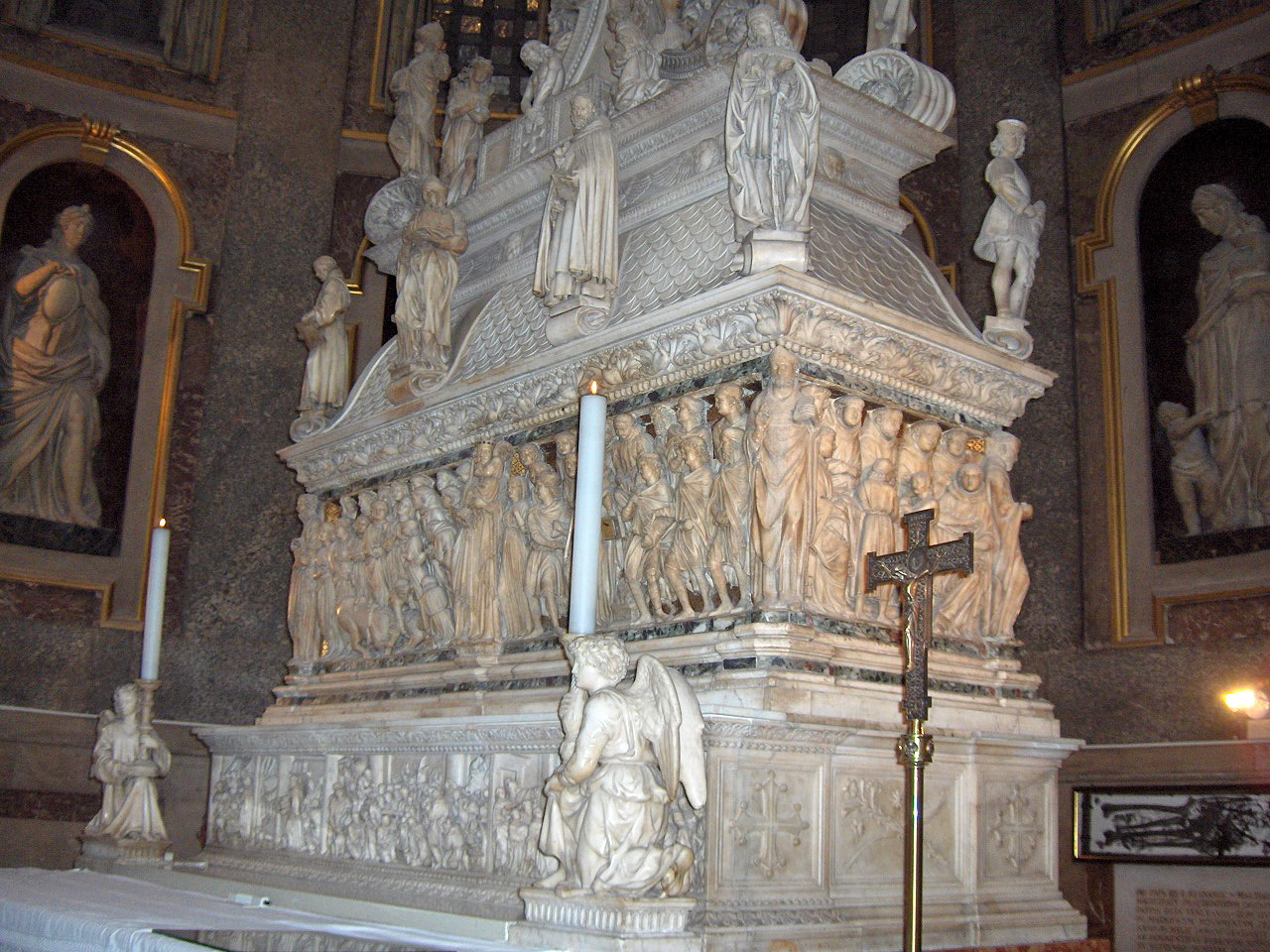
Arca di San Domenico, Bologna
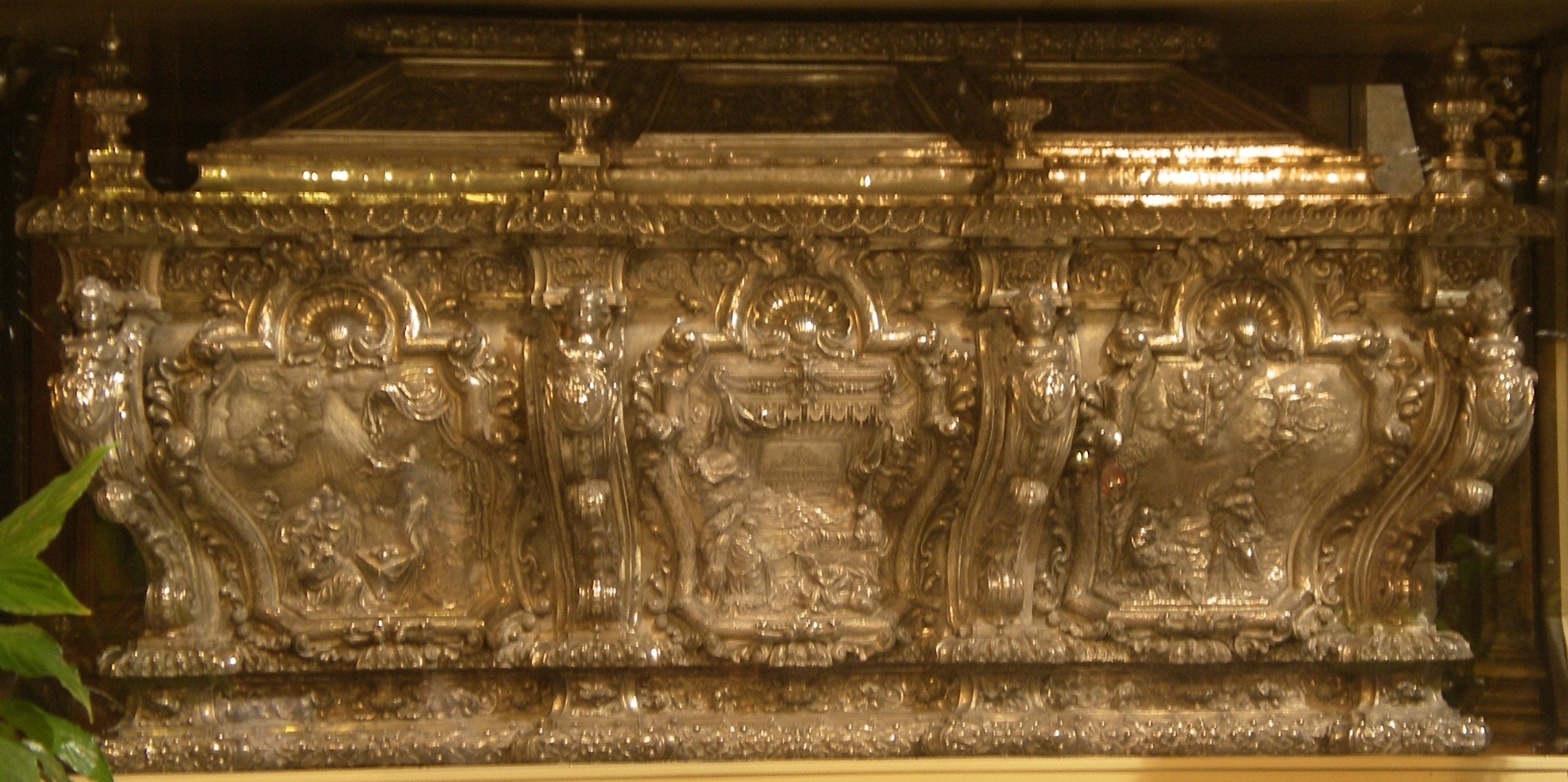
Bernat Calbóschrijn, Vic
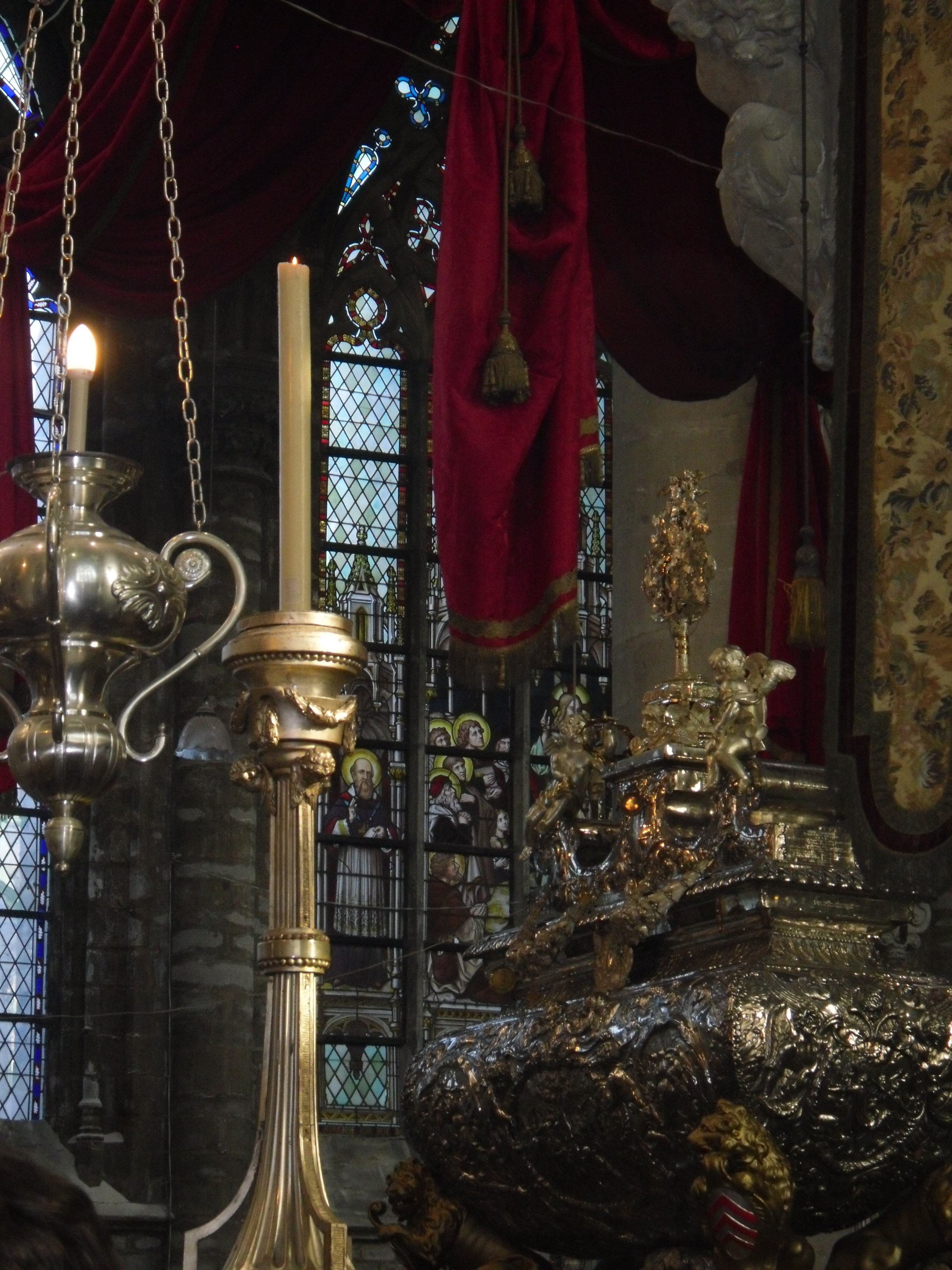
Sint-Gummarusschrijn, Lier
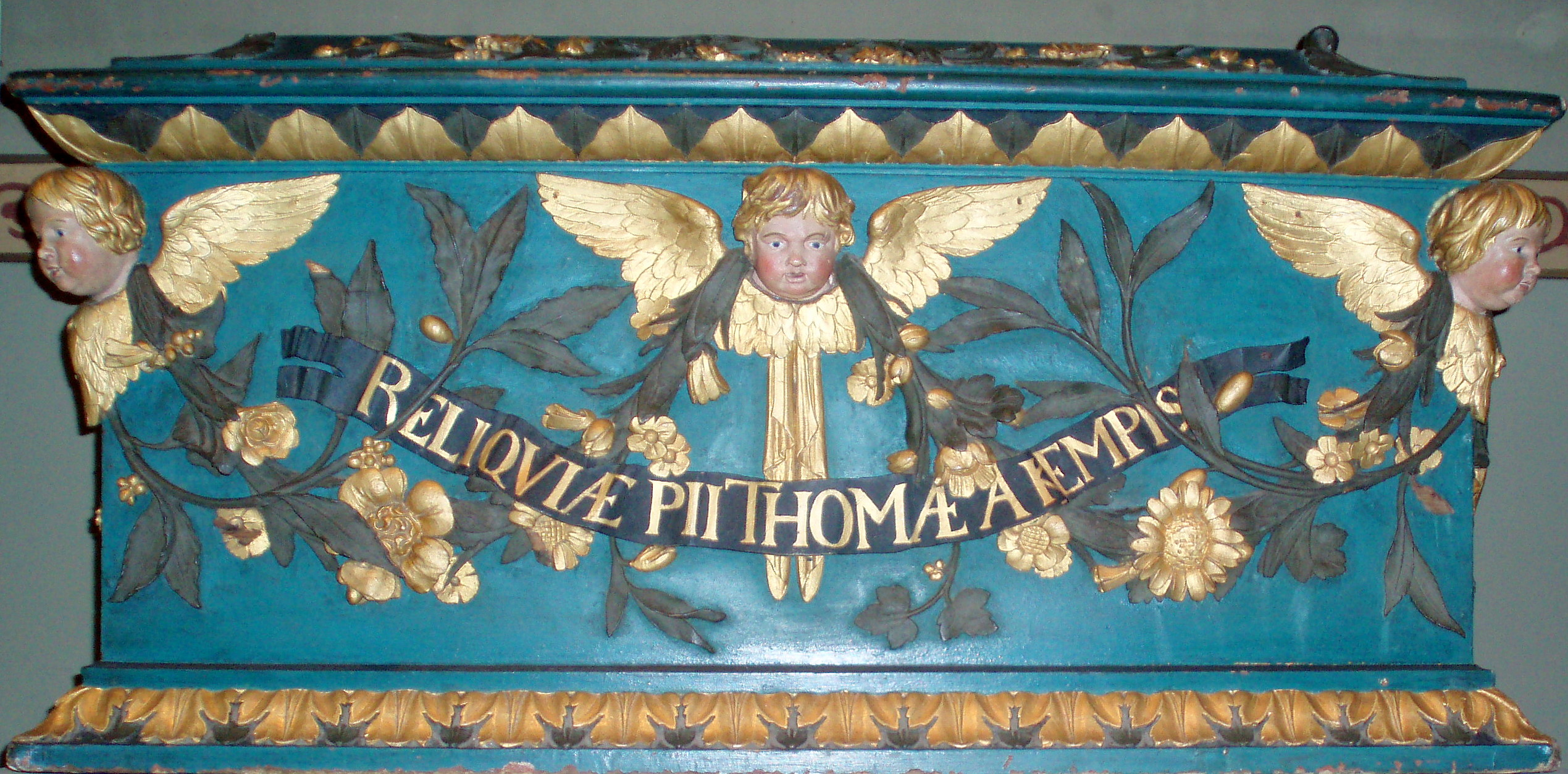
Thomas a Kempisschrijn, Zwolle

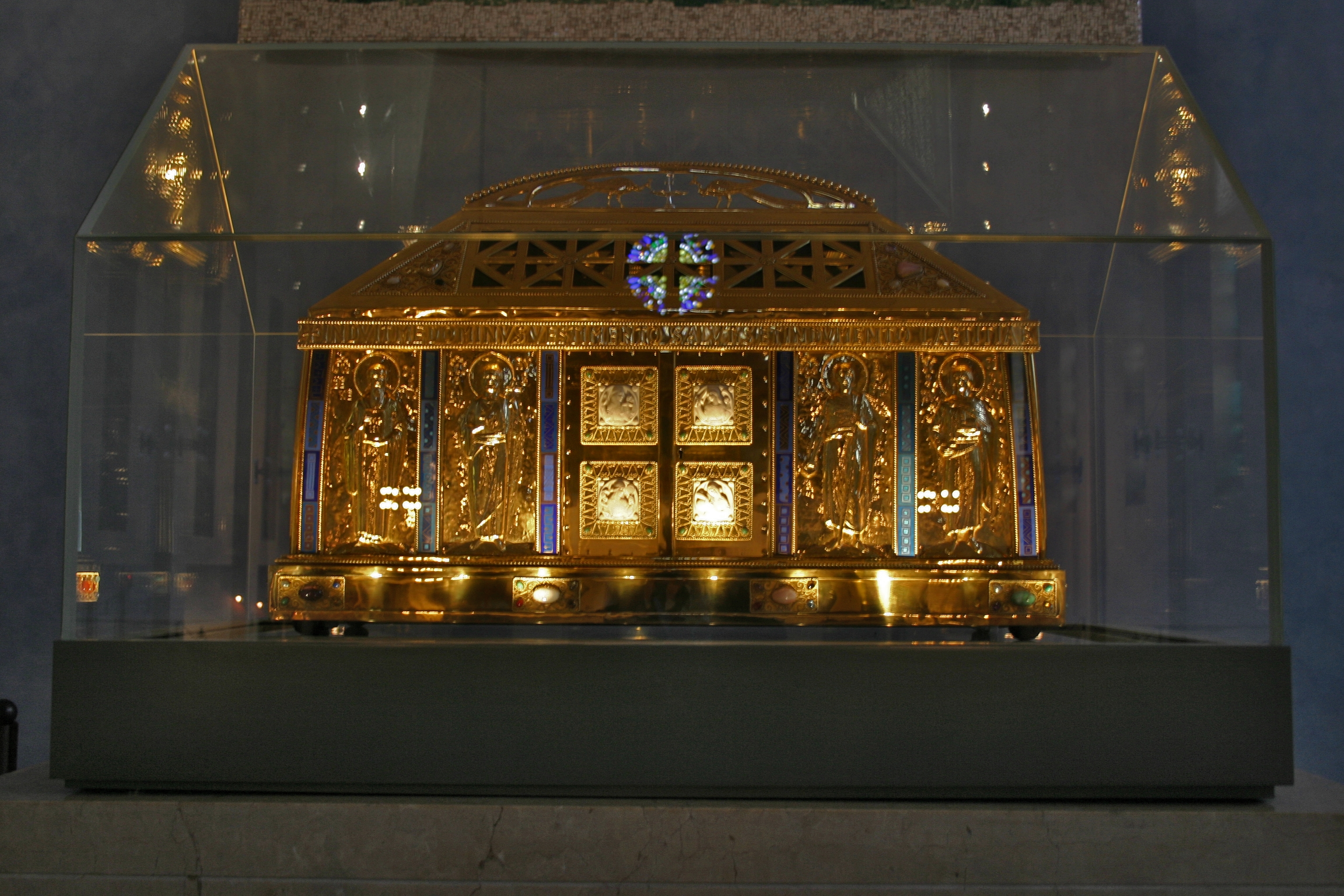
Schrijn uit 1929 van Hildegard van Bingen, Eibingen

### 19e en 20e eeuw: historiserende schrijnen
De 19e eeuw was de tijd van de neostijlen. In Keulen en Neuss zijn de middeleeuws ogende reliekschrijnen in de Sint-Kunibertkerk, de Sint-Severinuskerk en het Quirinusmunster alle 19e-eeuwse kopieën van romaanse schrijnen, waarvan het beslag in de Franse tijd was omgesmolten, maar waarvan de houten kern en de relieken bewaard waren gebleven. Het zilveren reliekschrijn van de apostel Jakobus in de Kathedraal van Santiago de Compostella is neoromaans en dateert uit 1886. Het schrijn van Hildegard van Bingen in de parochiekerk van Eibingen kwam in 1929 tot stand en combineert art decovormen met elementen uit de middeleeuwse edelsmeedkunst.
In België dateren een groot aantal reliekschrijnen uit de late 19e en vroege 20e eeuw. Het neogotische reliekschrijn van de martelaren van Gorcum in de Sint-Niklaaskerk in Brussel kwam tot stand in 1868, een jaar na hun heiligverklaring door de paus. Het romaanse reliekschrijn van de heilige Gertrudis van Nijvel in de Sint-Gertrudiskerk in Nijvel werd bij een bombardement in 1940 grotendeels vernietigd. Het nieuwe schrijn bevat fragmenten van het oorspronkelijke. Het heeft dezelfde verschijningsvorm als het Driekoningenschrijn in Keulen - namelijk dat van een driebeukige kerk - maar doet tegelijkertijd modern aan.

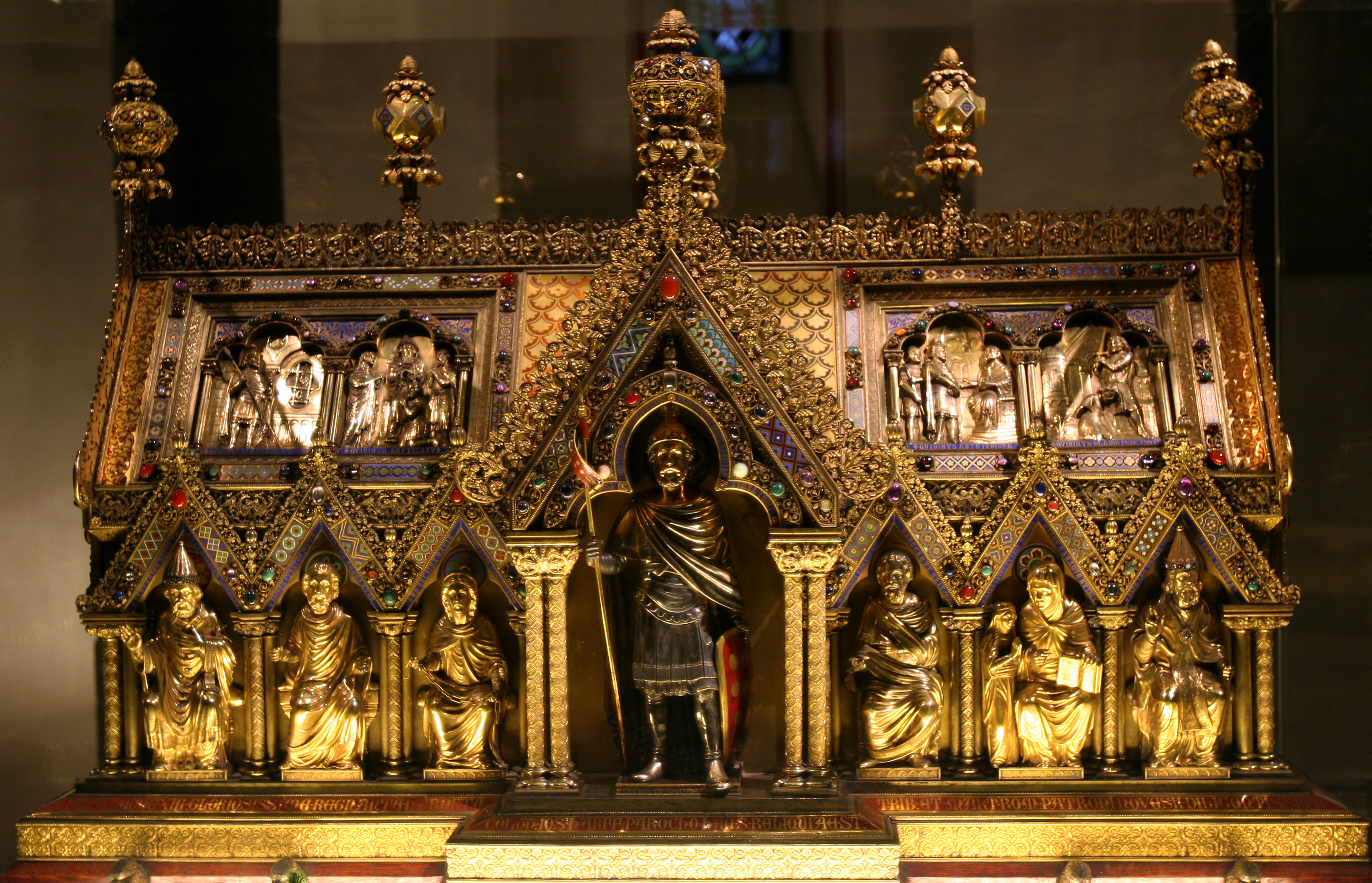
Quirinusschrijn, Neuss
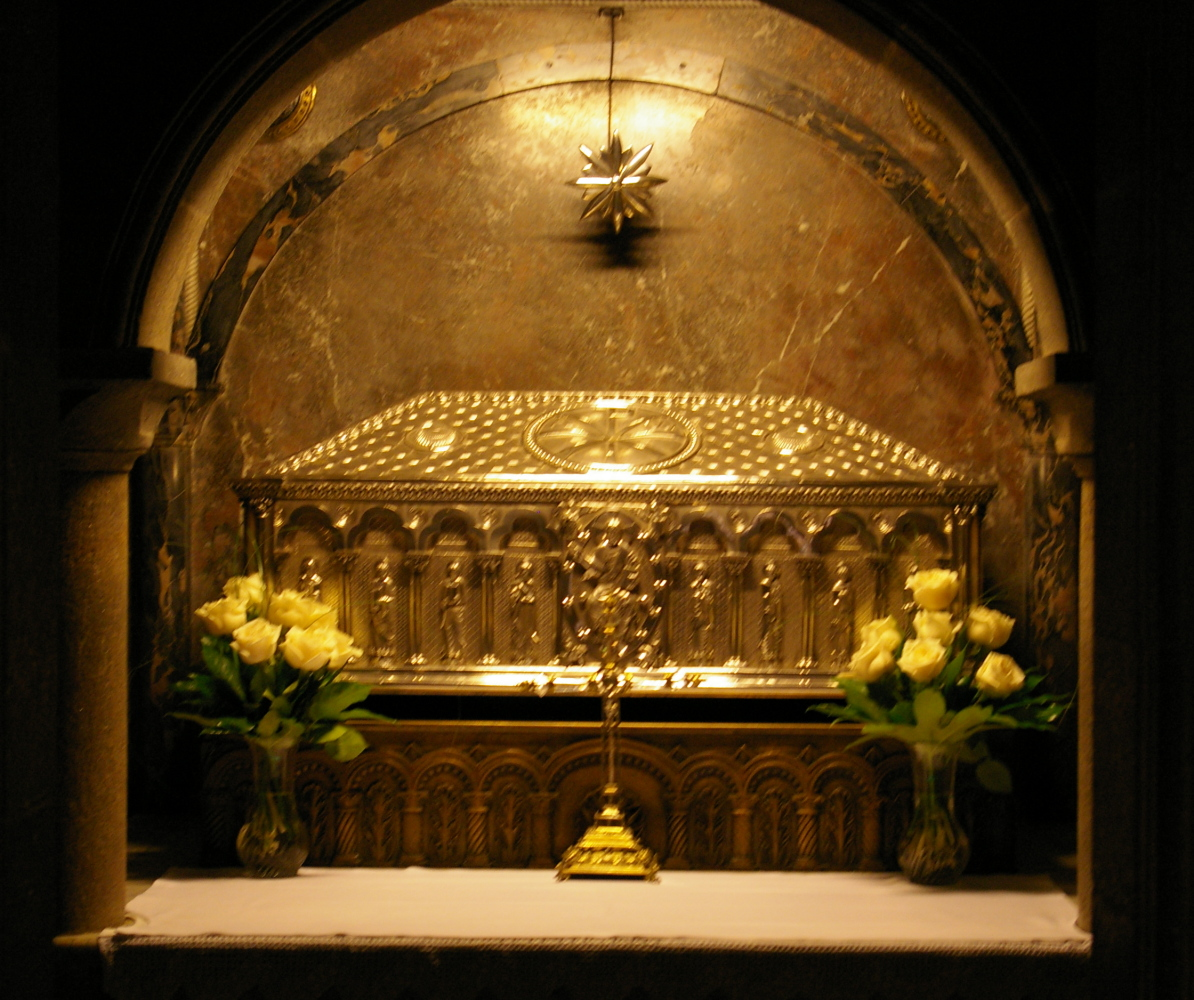
Jacobusschrijn, Santiago de Compostella
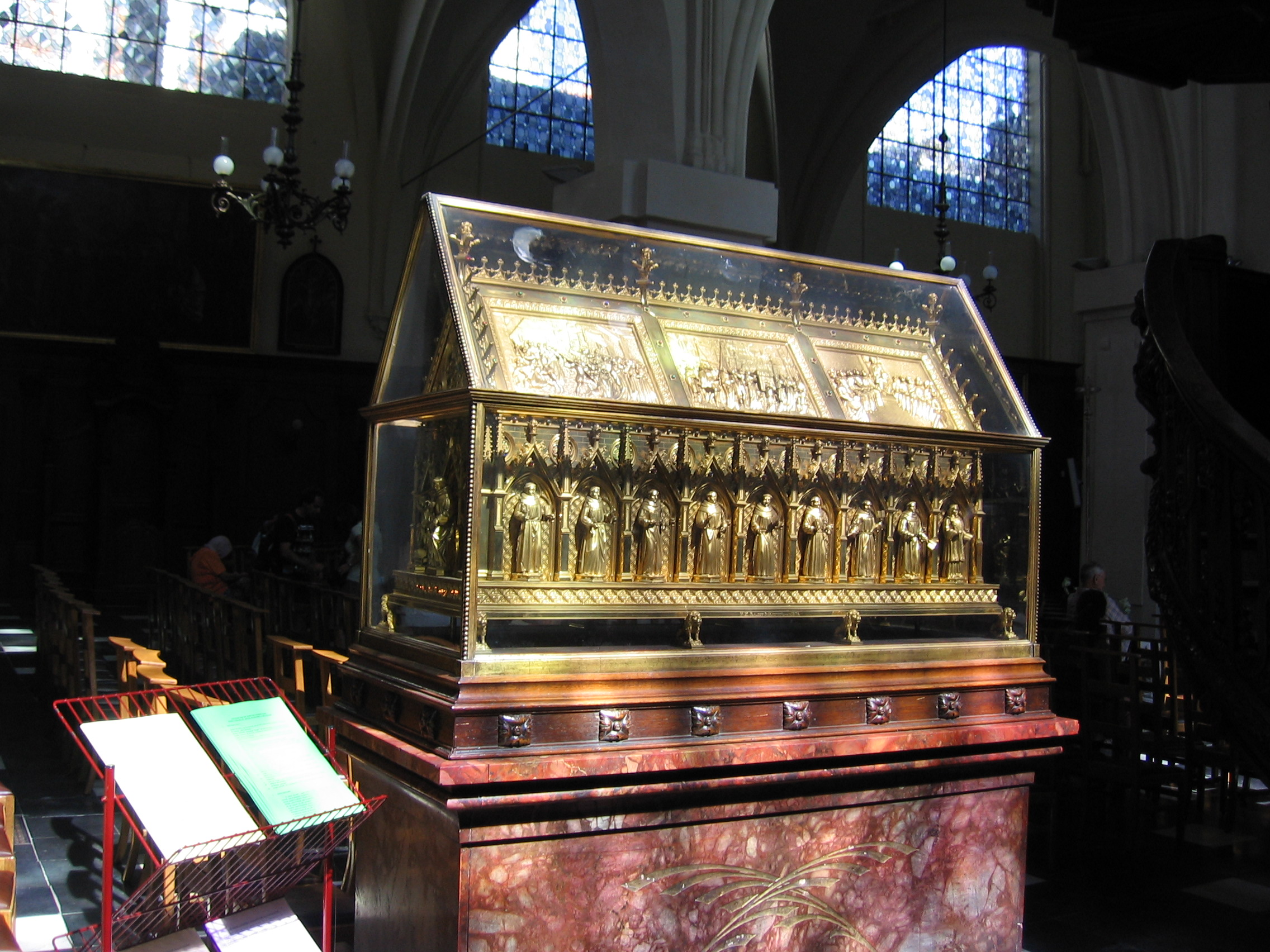
Martelaren van Gorcumschrijn, Brussel
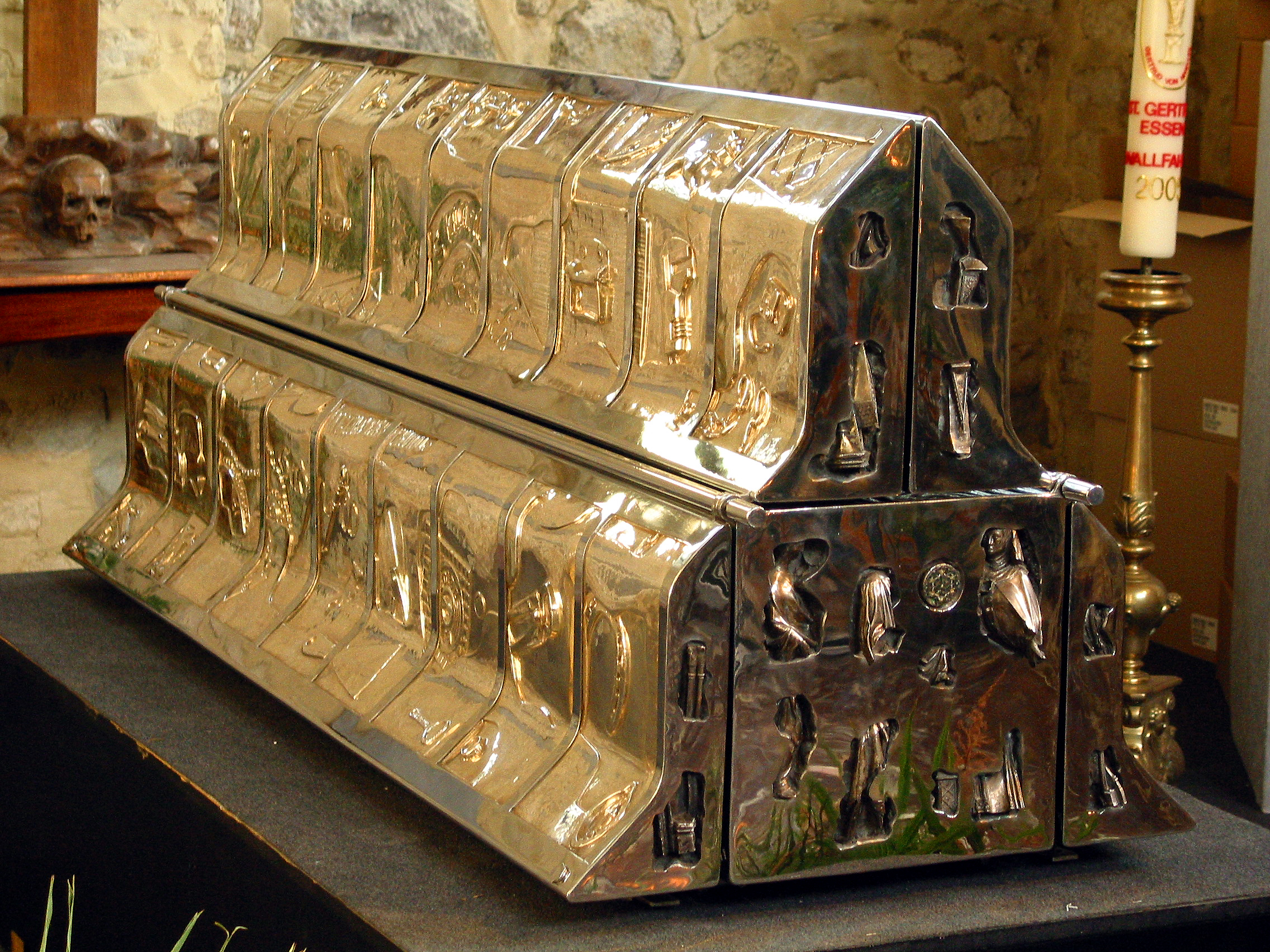
Gertudisschrijn, Nijvel

## Vormgeving en versiering

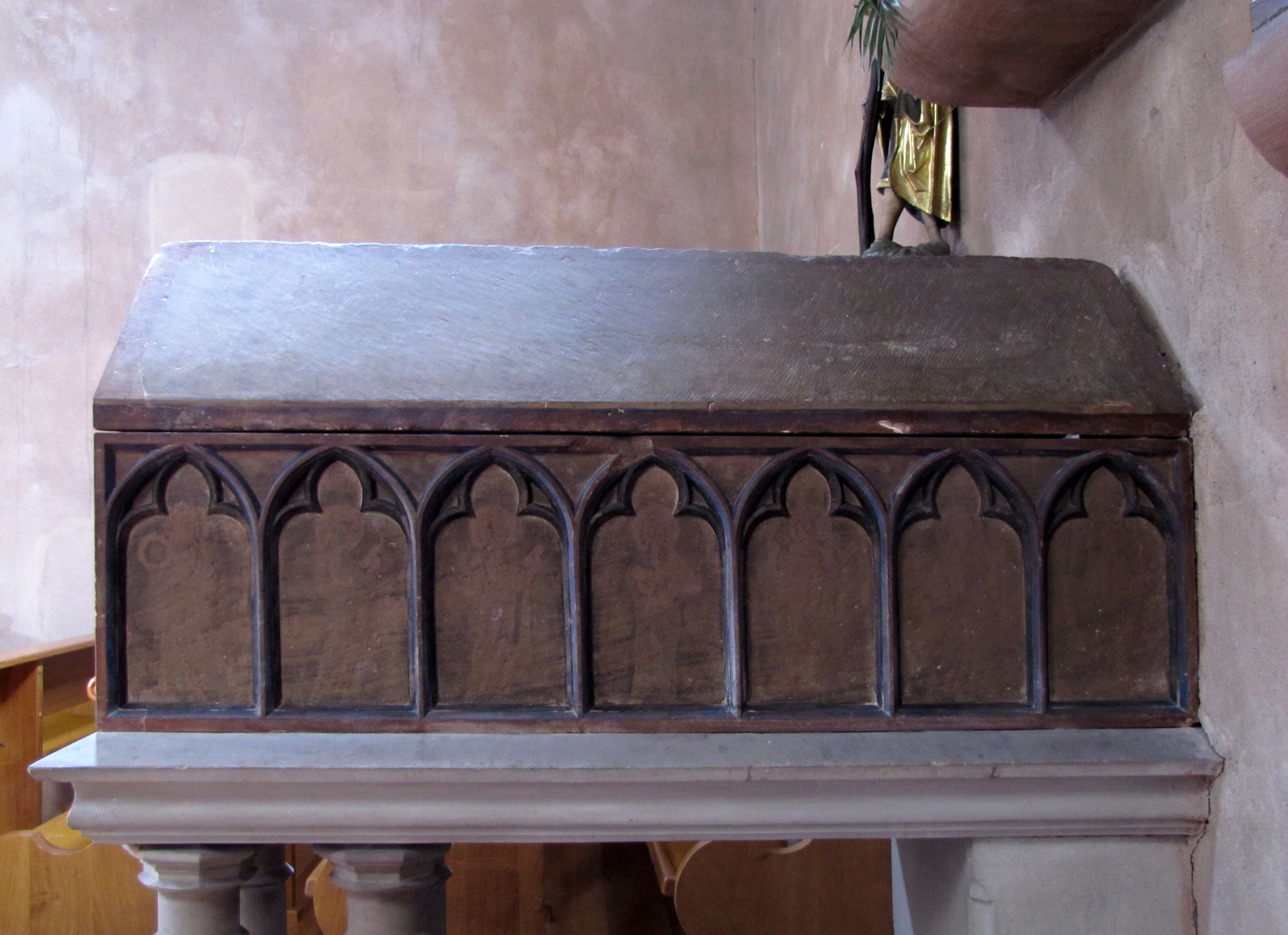
Houten kern van een 14e-eeuws reliekschrijn in de kerk van Eschau (Elzas)

### Schrijn en inhoud
De kern van een reliekschrijn bestaat meestal uit een eenvoudige houten kist, vaak eikenhout, die door edelsmeden wordt bekleed met kunstzinnig bewerkte platen van kostbaar metaal. In Zuid-Europa zijn reliekschrijnen soms geheel van marmer of ivoor.
De binnenkant van een reliekschrijn is veelal onversierd. Soms heeft men in de 18e of 19e eeuw een bekleding aangebracht. De relieken zijn vrijwel altijd ingepakt in kostbare stoffen en meestal voorzien van een cedula, een strookje perkament met de naam van de heilige(n). Soms bevindt een relikwie zich in een reliekhouder van metaal, die vervolgens in een reliekschrijn wordt opgeborgen. Een voorbeeld daarvan is het 19e-eeuwse schrijn van Stefanus I van Hongarije in Boedapest, waarin zich een oudere reliekhouder bevindt, die de gemummificeerde rechterhand van de heilige koning bevat.

### Toegepaste technieken
Het beplaten van de houten kern van een reliekschrijn was het gespecialiseerde werk van een goudsmid. De kunstenaar bewerkte de platen van koper of zilver zodanig dat reliëfs ontstonden, vaak met voorstellingen uit het leven van de heilige of met afbeeldingen van Christus en de twaalf apostelen. Meestal werden de metaalreliëfs verstevigd met houten of gipsen figuren voordat ze op de kist werden aangebracht. De daarna vergulde reliëfs wisselde men af met versieringen in andere technieken, zoals filigraanwerk, bruinvernis, niëllodecoraties en email champlevé, en werkte men vervolgens af met kostbare edelstenen, bergkristallen en soms met antieke gemmen. In enkele gevallen werden reliekschrijnen beschilderd, zoals het Brugse Ursulaschrijn.

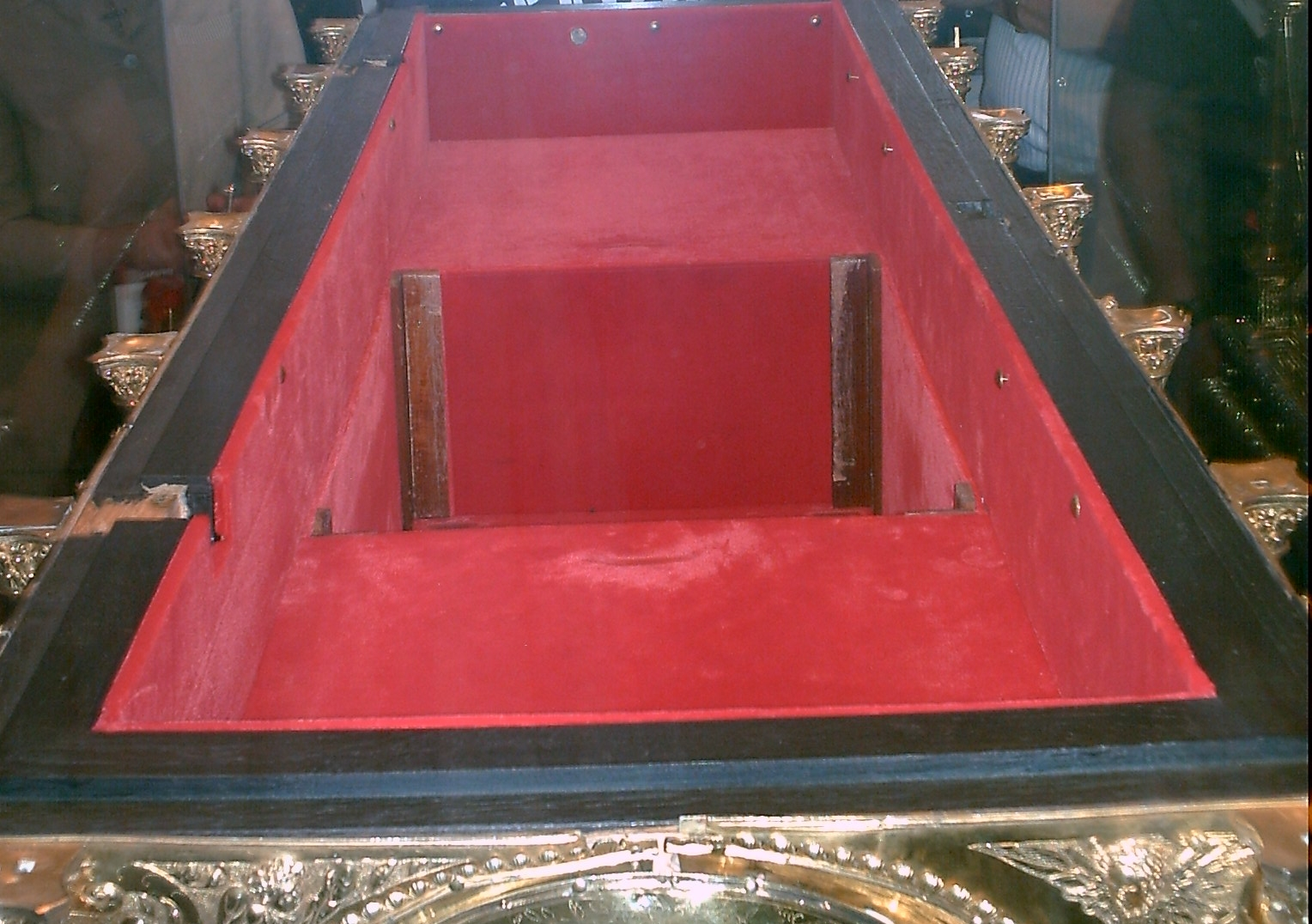
Binnenkant reliekschrijn, Paderborn
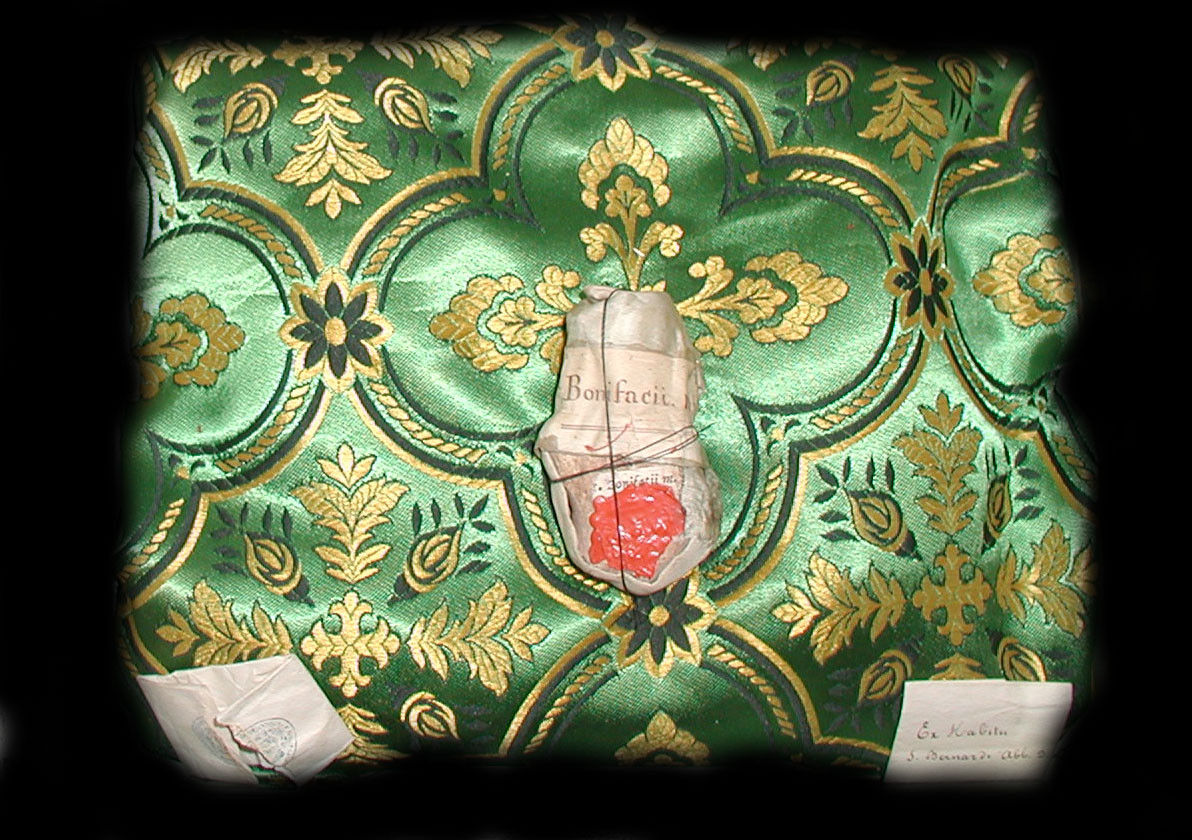
Inhoud reliekschrijn, Warfhuizen
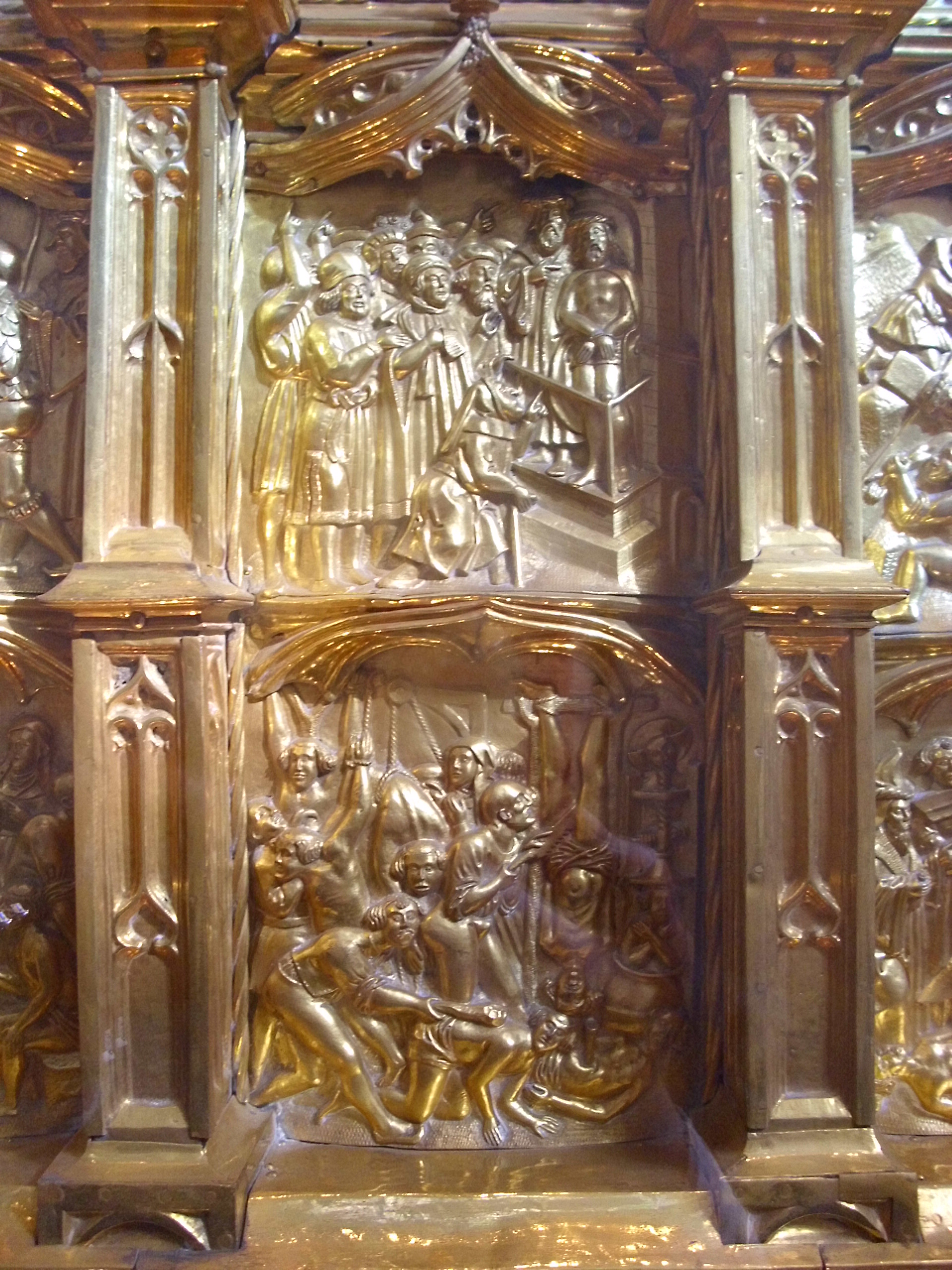
Metaalreliëfs, Keulen
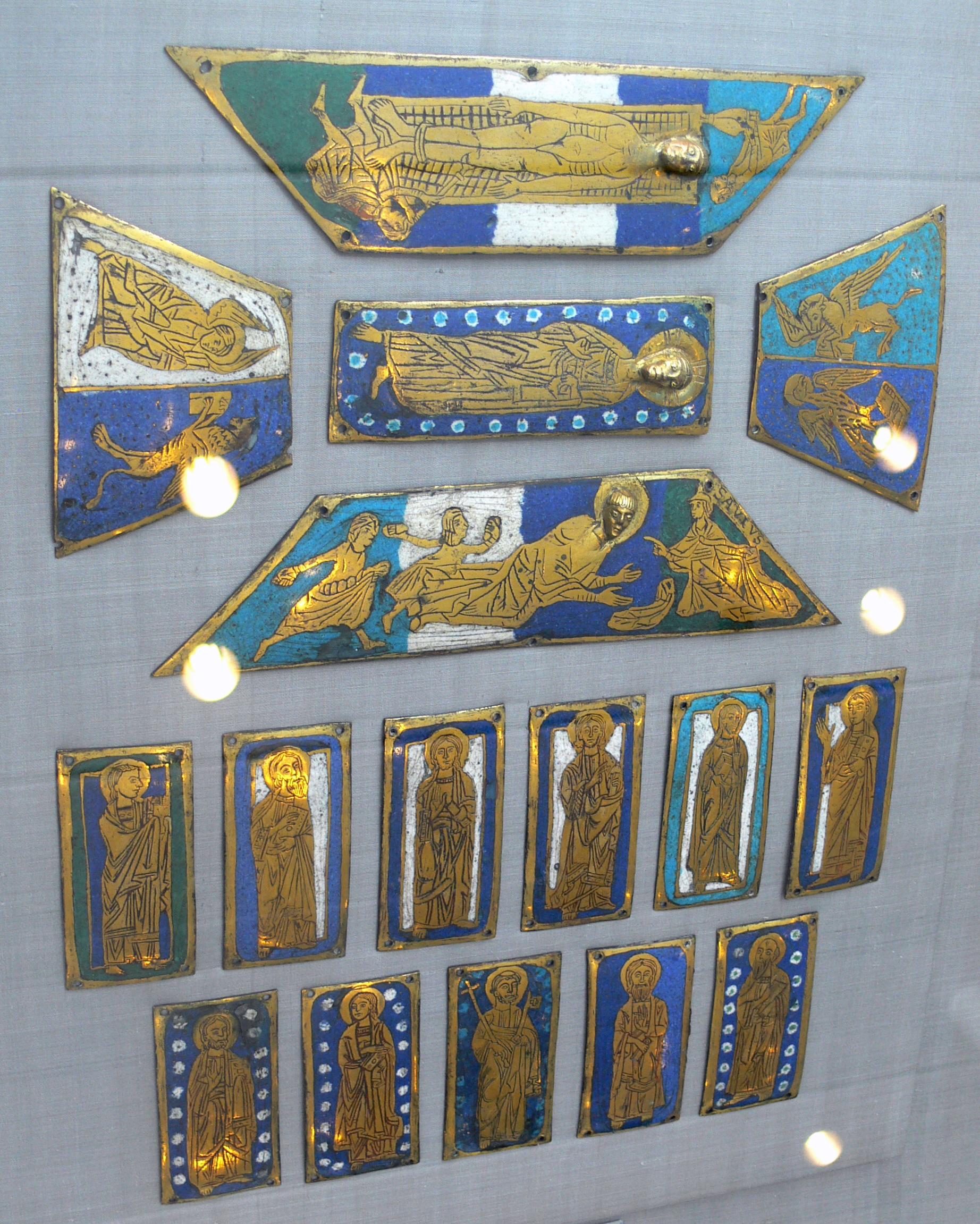
Emaildecoraties, Berlijn

## Verering

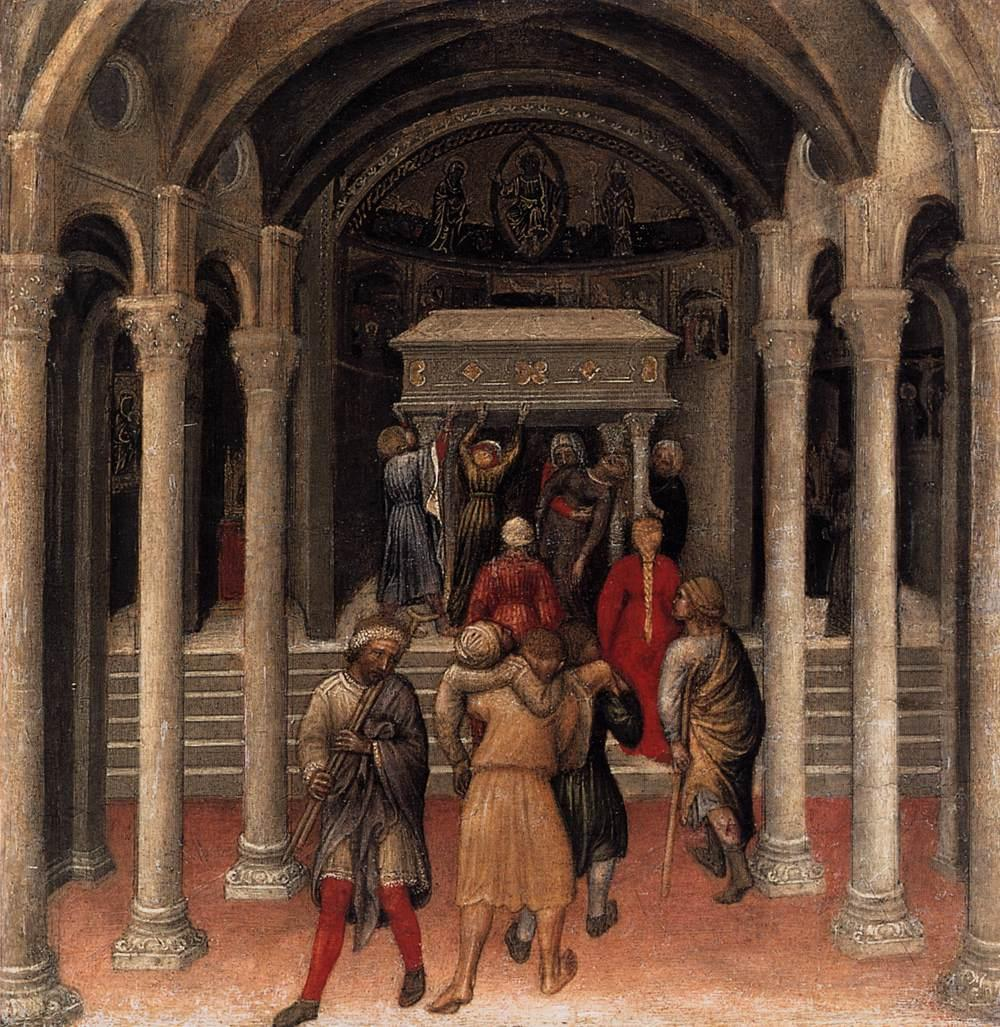
Middeleeuwse reliekenverering op een schilderij van Gentile da Fabriano (1425)

### Tentoonstellen van reliekschrijnen
Op een schilderij van Gentile da Fabriano uit 1425 is te zien hoe pelgrims en zieken zich verzamelen onder het schrijn van de heilige Nicolaas in de Sint-Nicolaasbasiliek in Bari om zodoende de magische kracht van het schrijn (en de heilige) te ervaren. Deze vorm van aanbidding leidde in de middeleeuwen tot een vorm van massatoerisme, die de bouw van speciale crypten, kapellen, kooromgangen en schatkamers tot gevolg had, vaak met eenrichtingverkeer, zodat bedevaartgangers op efficiënte wijze langs reliekschrijnen en andere heiligdommen konden worden geleid. Voorbeelden daarvan zijn de vroeg-11e-eeuwse abdijkerk van Sint-Truiden en de Sint-Servaaskerk in Maastricht, beide met transepten waarin zich de in- en uitgangen van de crypten bevonden, waardoor een vlotte doorstroming van pelgrims gegarandeerd was.
In de 12e eeuw werd zowel het gebeente van Trudo als dat van Servaas overgeplaatst in reliekschrijnen. In Sint-Truiden was het abt Wiricus die een constellatie bedacht rondom het schrijn van Sint-Trudo, die volgens tijdgenoten alle bouwwerken in de omgeving overschaduwde. De Noodkist van Sint-Servaas te Maastricht moet, samen met de bijpassende reliekgevels van Monulfus, Gondulfus, Candidus en Valentinus (thans in Brussel), een fraai ensemble op het priesterkoor van de Sint-Servaaskerk hebben gevormd. Uit Amay zijn soortgelijke reliekgevels bekend (thans in Londen en Baltimore), die ooit het 13e-eeuwse schrijn van Sint-Oda vergezelden.
Indrukwekkend moet ook het 12e-eeuwse heiligdom in de abdijkerk van Stavelot zijn geweest, opgebouwd rondom het reliekschrijn van de heilige Remaclus, en net zoals het heiligdom van Sint-Trudo in de Franse tijd gesloopt. Voor het Remaclusschrijn ontwierp abt Wibald van Stavelot een zilveren retabel van ca. 2,75 × 2,75 meter, waarin het schrijn in een centrale nis stond opgesteld. Het schrijn bevindt zich tegenwoordig in een glazen vitrine op het priesterkoor van de Sint-Sebastiaanskerk; het Sint-Truidense schrijn staat thans onder het altaar van de Onze-Lieve-Vrouwekerk.
Enkele eeuwen later te dateren is het speciaal voor het reliekschrijn van de heilige Sebaldus vervaardigde gotisch baldakijn van de hand van de houtsnijder Peter Vischer de Oudere in de Sint-Sebalduskerk in Neurenberg. In de Sint-Ursulakerk in Keulen bevindt zich wellicht de meest extravagante kerkelijke schatkamer: de uit 1643 daterende goldene Kammer. Tot begin 20e eeuw bevond zich hier ook het schrijn van de heilige Ursula, dat thans echter op het altaar van de kerk wordt tentoongesteld. Het Keulse Driekoningenschrijn en het Akense Mariaschrijn staan eveneens op het koor opgesteld, in zwaarbeveiligde vitrines.

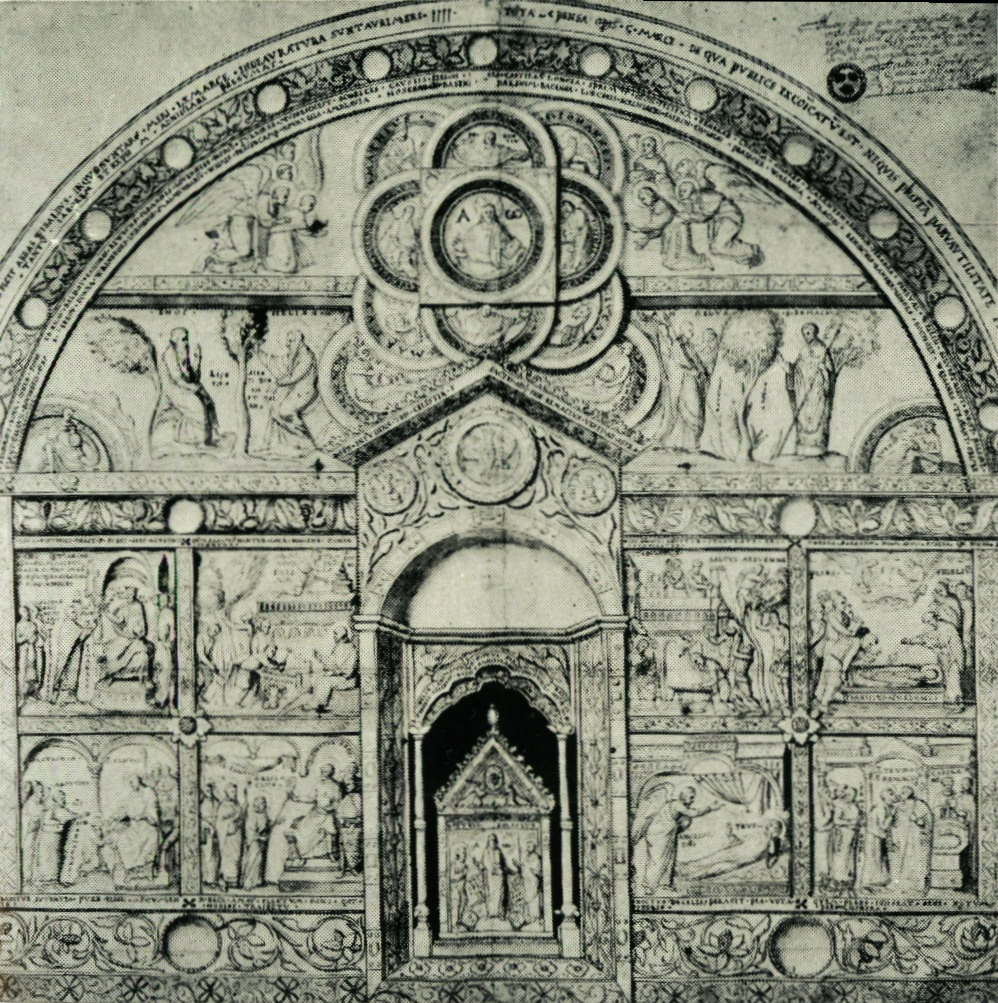
Zilveren retabel met Remaclusschrijn, Stavelot
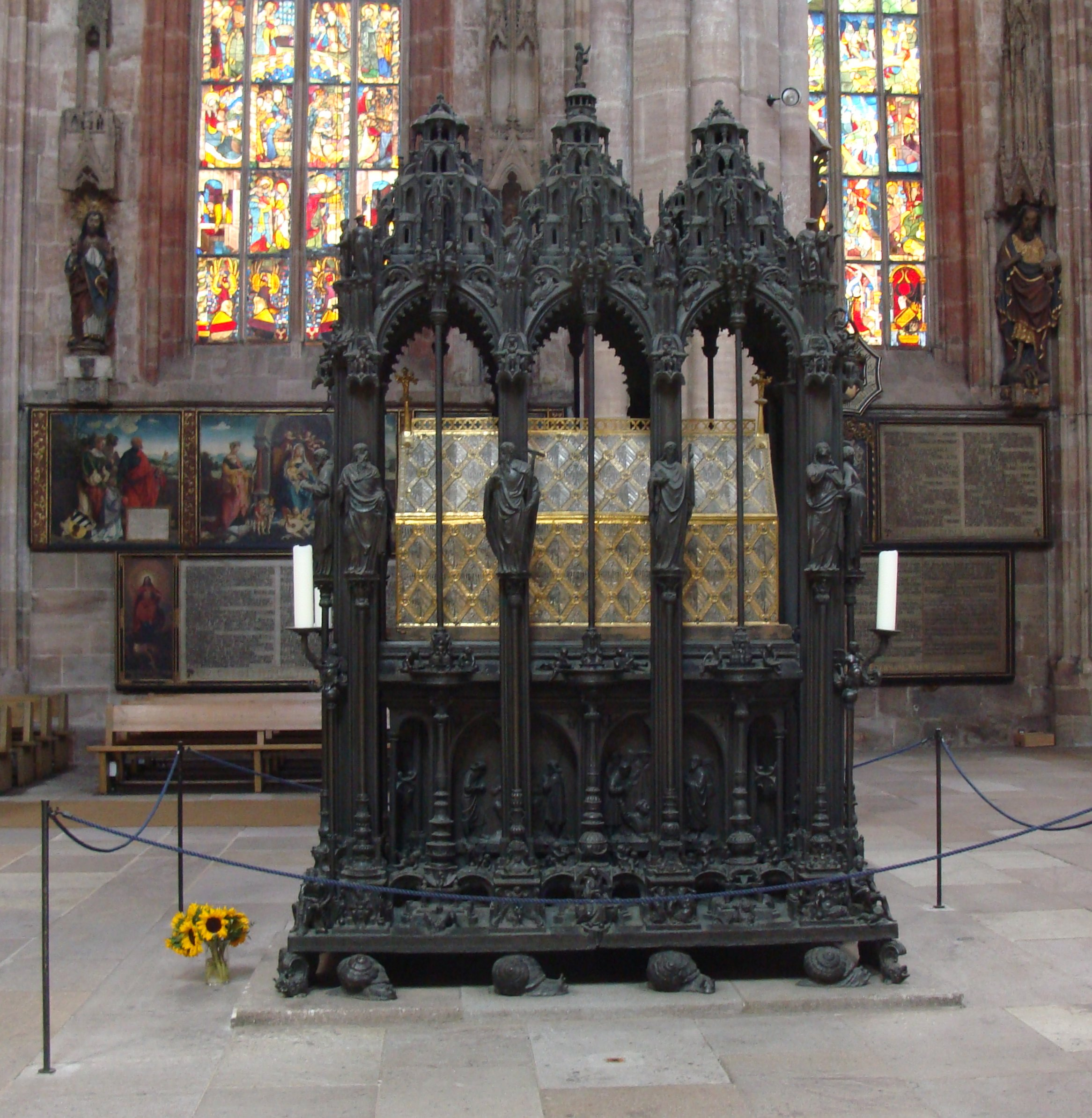
Sebaldusschrijn met baldakijn, Neurenberg
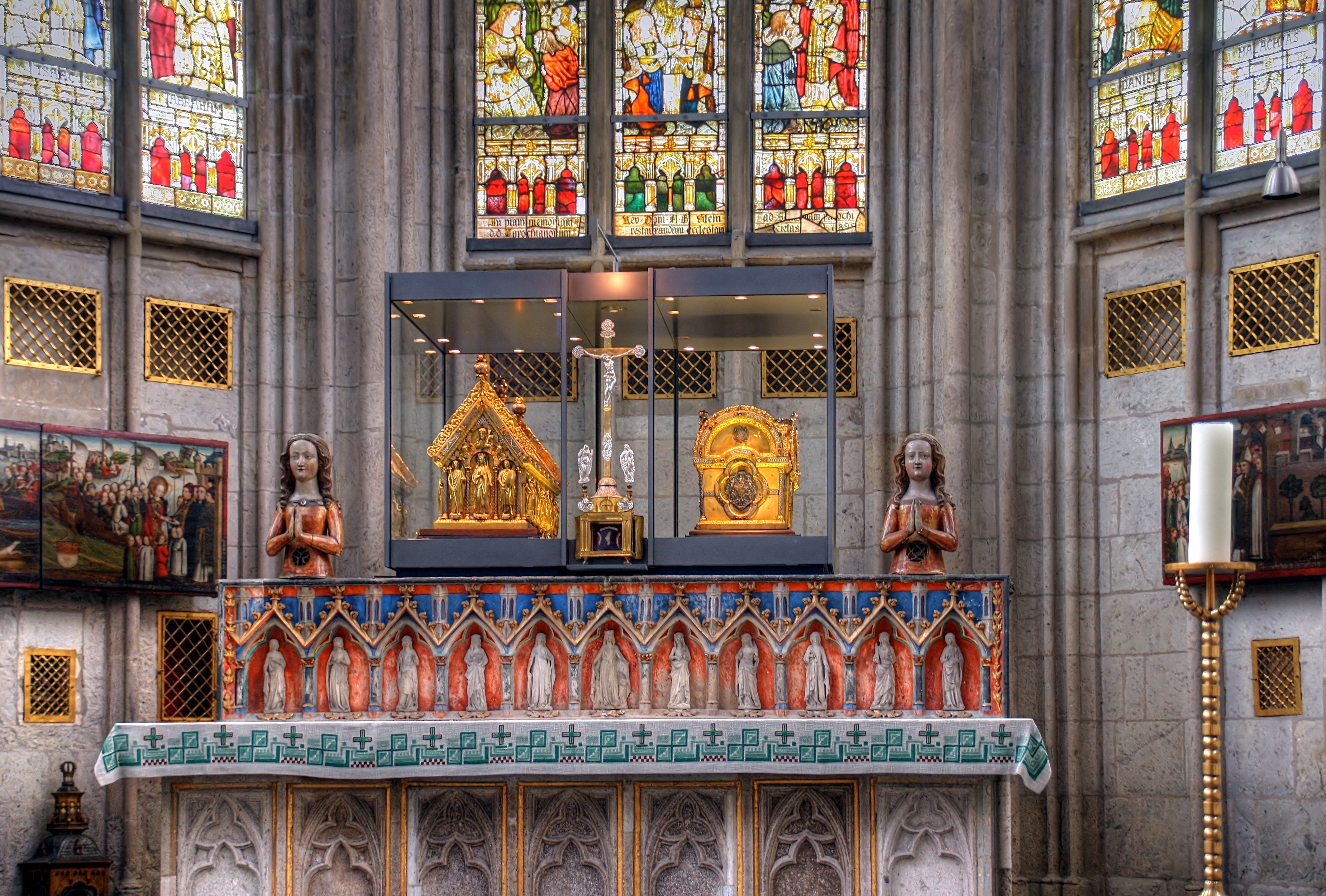
Ursulaschrijn, Keulen: op het altaar
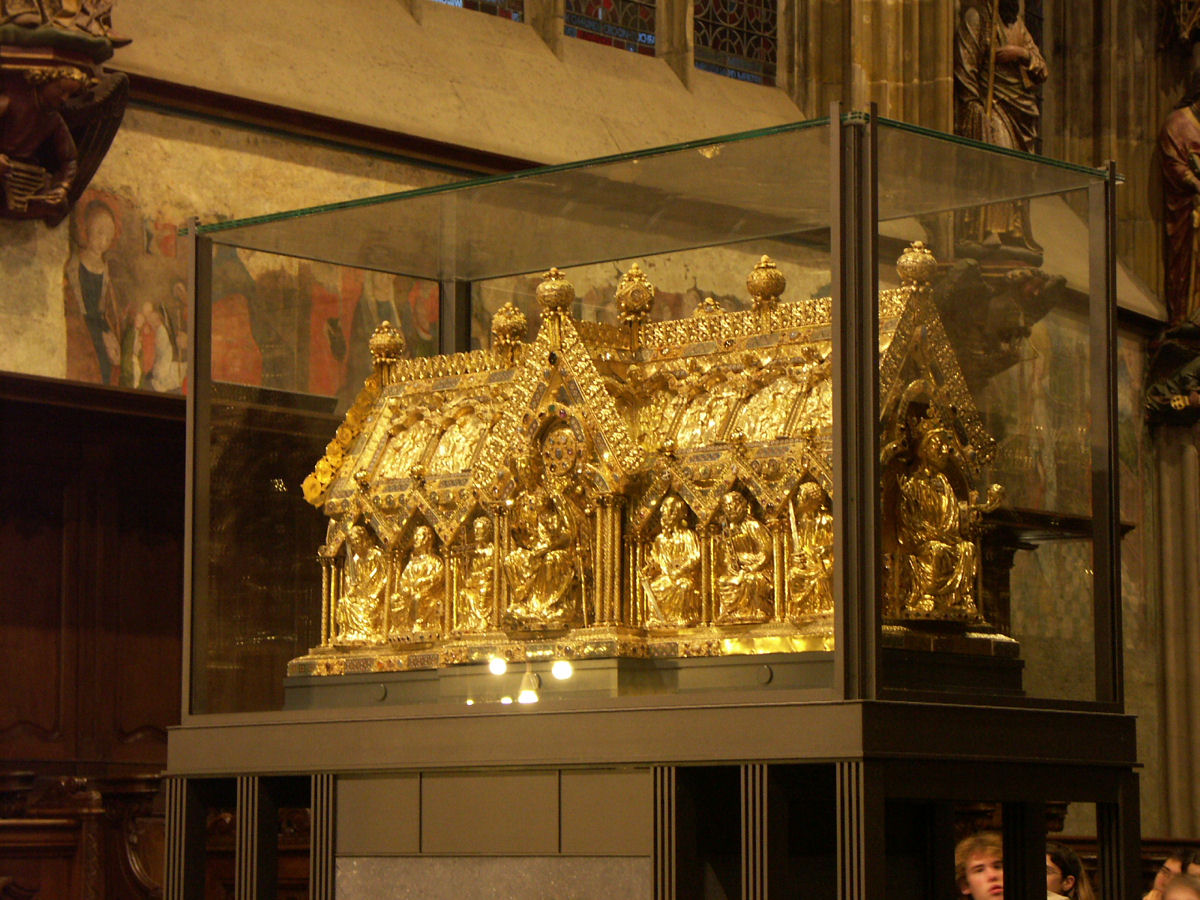
Kooropstelling Mariaschrijn, Aken

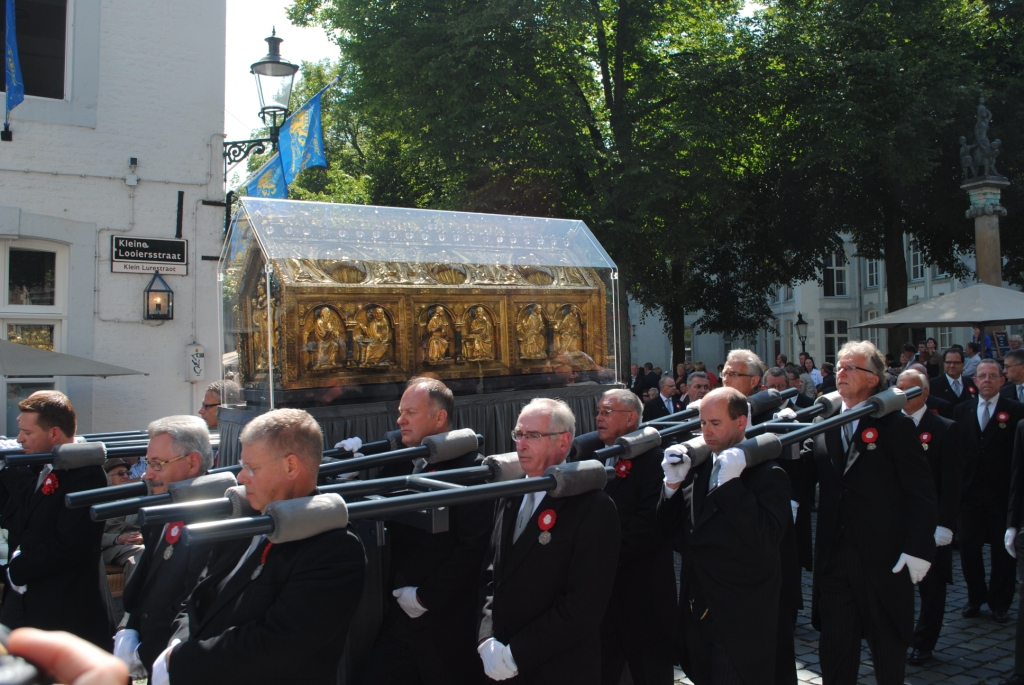
De Noodkist van Sint-Servaas in de Heiligdomsvaart van 2011 in Maastricht

### Processies, heiligdomsvaarten
Veel reliekschrijnen vervullen nog hun historische functie in het middelpunt van een geloofsgemeenschap. In veel plaatsen wordt het schrijn meegedragen in processies, als uiting van geloofsijver. Meestal zijn het leden van een bepaalde broederschap die de processiebaar met daarop het reliekschrijn dragen en begeleiden. De Noodkist in Maastricht ontleent haar naam aan het feit dat het schrijn in tijden van nood door de stad werd gedragen. De laatste keer gebeurde dat in 1991, bij het uitbreken van de Golfoorlog. Verder gaat het schrijn eenmaal in de zeven jaar mee tijdens de heiligdomsvaart van Maastricht. Ook in Susteren, Aken en Kornelimünster vinden dergelijke heiligdomsvaarten al eeuwenlang plaats. Bij de jaarlijkse Heilig Bloedprocessie in Brugge wordt zowel het reliekschrijn van het Heilig Bloed als dat van Sint-Donaas in processie meegedragen. Bij de Boxmeerse Vaart gaat eveneens een schrijn met het Heilig Bloed mee. Bij de Sint-Pauluspaardenprocessie in Opwijk wordt het schrijn van Sint-Paulus meegedragen. Andere processies waarin reliekschrijnen worden meegedragen vinden plaats te Mechelen, Lier en Zinnik.

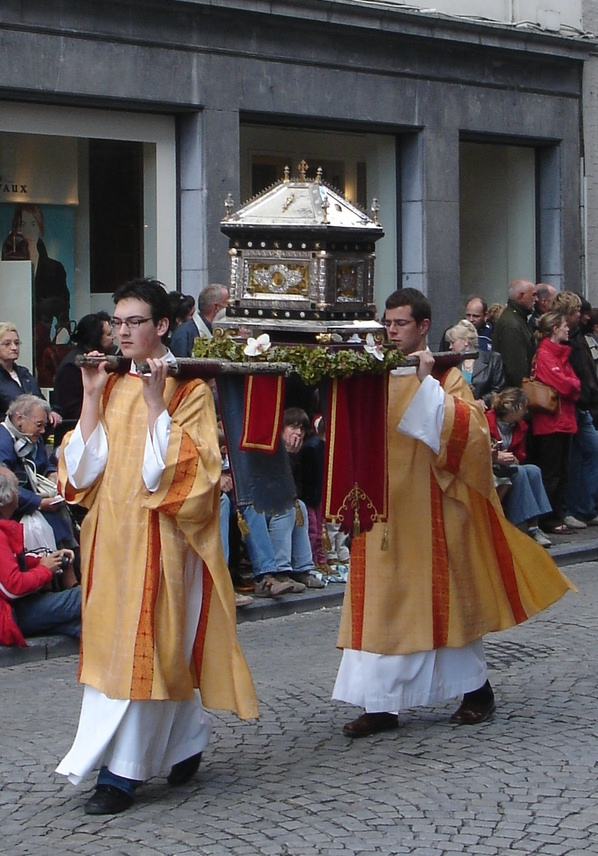
St-Donaasschrijn, Heilig Bloedprocessie, Brugge
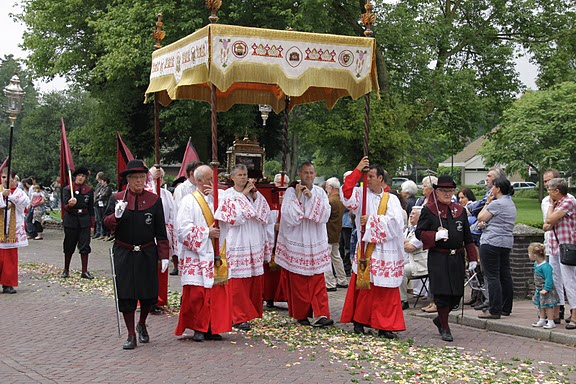
Heilig Bloedschrijn, Boxmeerse Vaart
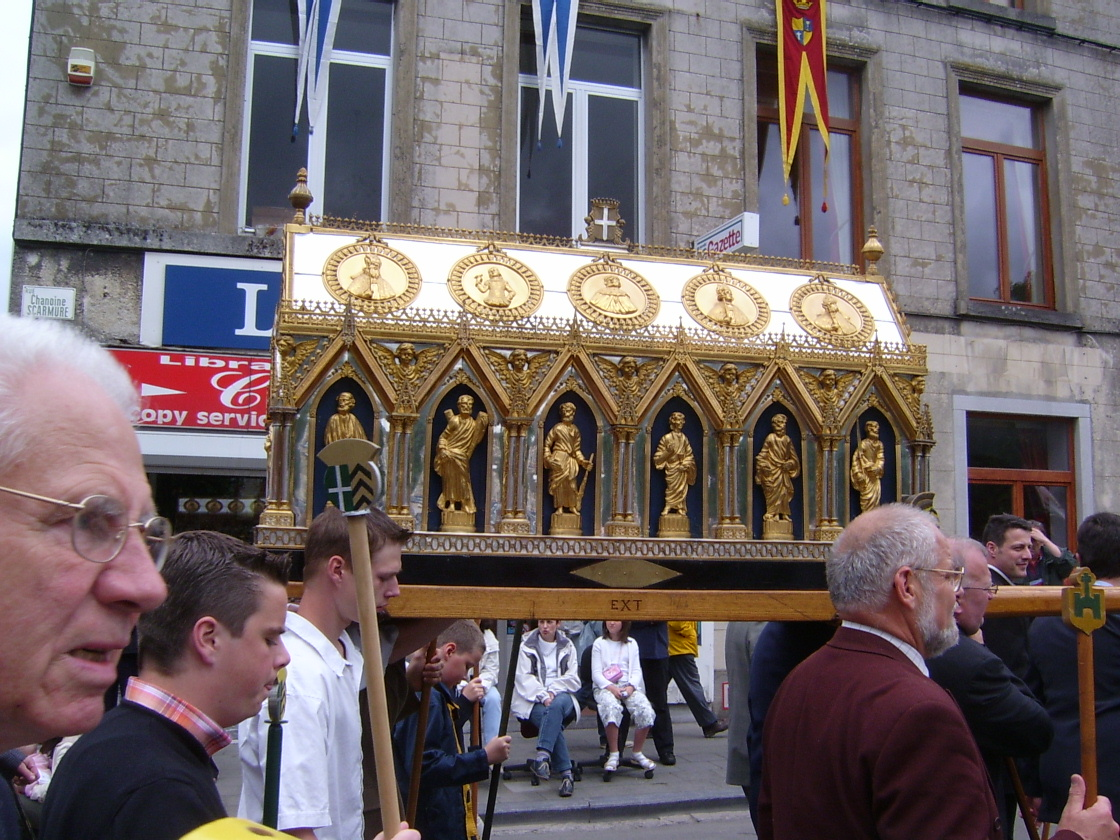
St-Vincentiusschrijn, Zinnik
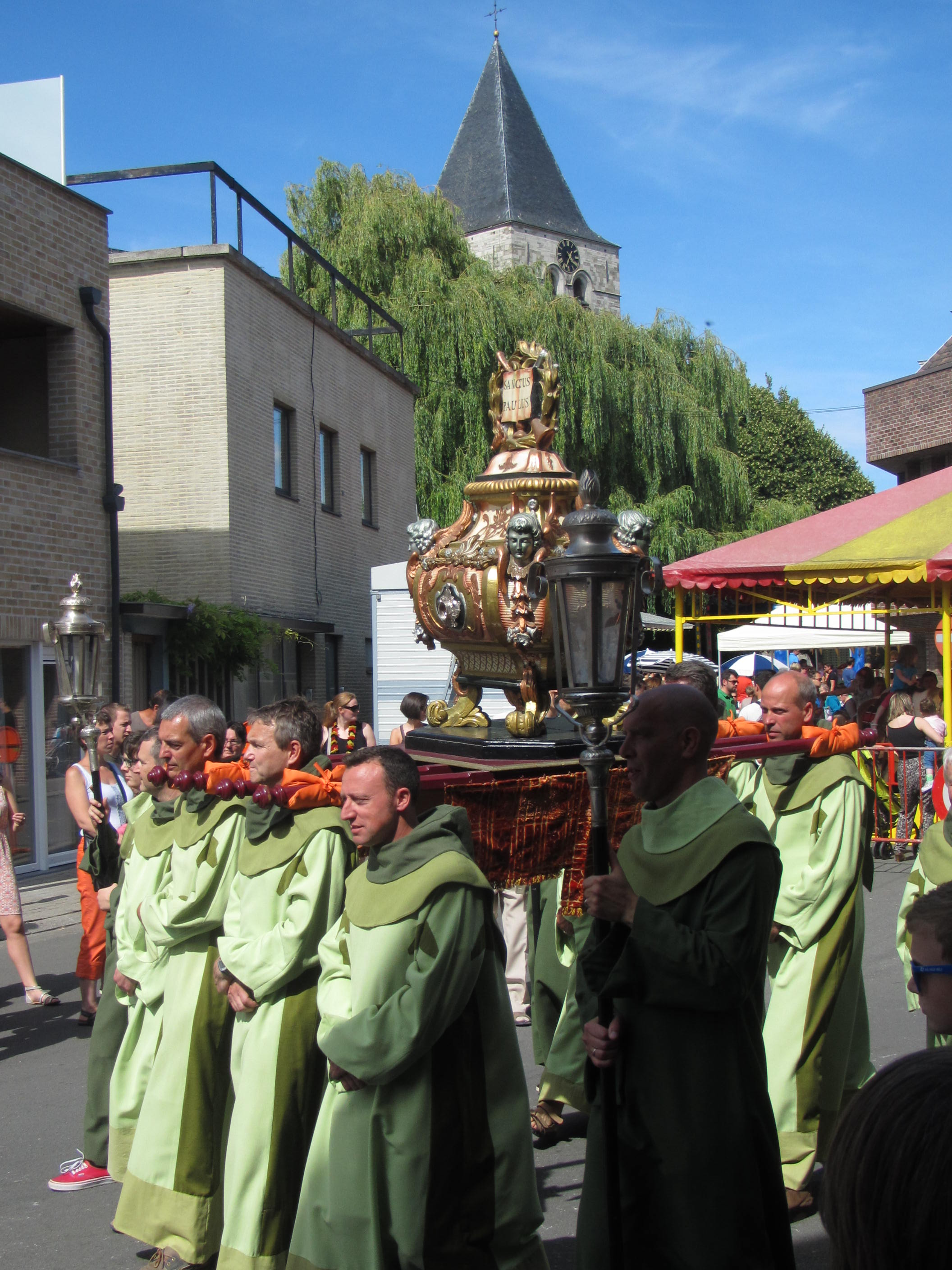
St-Paulusschrijn, Opwijk